# 42 Comic Barcelona
El 42 Comic Barcelona (també conegut com el 42è Saló Internacional del Còmic de Barcelona) fou la 42a edició del Saló Internacional del Còmic de Barcelona. Tingué lloc del divendres 3 al diumenge 5 de maig de 2024 als palaus 2, 5 i la Plaça de l'Univers de la Fira de Barcelona-Montjuïc.
Fou una edició que va destacar per les grans exposicions en homenatge a Trini Tinturé i a Francisco Ibáñez, respectivament, i pel gran protagonisme del cinema. Entre les taules rodones i conferències, van destacar les dedicades a la Mafalda i al centenari del naixement de Josep Coll. També fou una edició en la qual Ficomic va continuar impulsant les activitats i els espais destinats al públic familiar i més jove. En paraules pròpies de la directora Meritxell Puig, l'edició va combinar la visita dels «aficionats de sempre, però també gent jove o famílies amb nenes que estan en l’edat de començar a llegir». L'èxit d'aquesta política es va poder constatar amb un auge de demanda del còmic infantil i juvenil, i Puig va confirmar que «hem tingut moltes famílies, més que mai, [i] molta gent jove també».
Pel que fa al palmarès, va destacar pel gran protagonisme femení. A part del premi a la millor obra i a l'autor revelació, emportats per Marc Torices i César Sebastian, respectivament, la resta dels guardons se'l van repartir bàsicament dones, amb Kate Beaton per a la millor obra estrangera, Aroha Travé pel millor fanzine, Catalina González Vilar pel millor còmic infantil i juvenil, i Regina López per a la millor traducció. A més de Marika Vila, guardonada amb el Gran Premi del Saló.
Va tancar les portes amb una assistència de més de 110.000 persones, una xifra similar a la de les edicions anteriors, però per sota dels nivells del 2019, abans de la pandèmia de la covid. Pel que fa al nombre d'expositors, la xifra es va situar al voltant dels 220, un increment significatiu respecte als 208 de l'edició prèvia.

## Novetats
Espai Utopia
La 42a edició va destacar per l'estrena d'un nou espai anomenat "Utopia", dedicat als universos sovint literaris de la ciència-ficció, la fantasia i el terror. Aquesta zona va incloure una exposició sobre la llegenda de les bruixes, en la qual hi van participar una trentena d'autores de còmic, i un altre espai dedicat a la celebració dels 50 anys de Dungeons & Dragons. També, hi va destacar una mostra de la saga cinematogràfia de Mad Max, que estava a punt d'estrenar Furiosa, la darrera pel·lícula de la sèrie, amb treballs de l'il·lustrador Tomás Hijo. Segons Meritxell Puig, directora de Ficomic, «aquest nou espai tenia per objectiu la màxima connexió cultural, però sempre amb el còmic com a eix vertebrador i cercant les seves complicitats amb altres mitjans i entitats», i pretenia adressar-se a una generació de públic crescut amb sèries televisives com Game of Thrones o Stranger things.
Marató cinematogràfica
En la seva voluntat de voler «donar rellevància a les sinèrgies del còmic amb altres disciplines», Ficomic va fer també una gran aposta pel cinema, amb tres dies complets de programació mitjançant la celebració per primera vegada d'una marató cinematogràfica, organitzada en col·laboració amb el Festival de Cinema Fantàstic de Sitges, que va mantenir obertes les portes del saló més enllà del seu horari oficial i que el dissabte va durar fins a les 12 de la nit. Fou també la primera activitat en la història del Saló del Comic que es va prolongar més enllà del tancament oficial del recinte.
Entre les pel·lícules projectades, van destacar Robot Dreams, basada en el còmic homònim de Sara Varon; La casa, l'adaptació a la pantalla del còmic homònim de Paco Roca, que va comptar amb la presència del director Álex Montoya, a més del propi Paco Roca. Aquestes dues pel·lícules van anar acompanyades d'una exposició especial anomenada "Del còmic a la pantalla", en la qual el públic va poder contemplar diverses imatges sobre la realització de tots dos films. Altres pel·lícules que va incloure la marató foren Dispararon al pianista, de Xavier Mariscal i Fernando Trueba; Heavies tendres, una versió cinematogràfica de la sèrie emesa al 3Cat, de Juanjo Saéz, i l'estrena de la producció espanyola Invasión, amb dibuixos de Carlos Giménez. Altres pel·lícules reservades a les sessions del vespre foren la fantasia animada Mars Express, Vampira humanista busca suïcida i el clàssic gòtic dels anys 1990 The crow, que comptà amb una projecció especial en motiu de la celebració del seu 30è aniversari.
Espai Comic Kids
Ficomic també va voler posar èmfasi en el públic familiar i els visitants més joves, continuant potenciant l'espai Comic Kids, inaugurat uns anys abans. Va llançar noves promocions i oferir un "pack familiar", posant a la venda una nova entrada infantil, amb un preu més reduït i ampliant fins als 6 anys l'edat per poder entrar de manera gratuïta a l'esdeveniment. Amb aquesta política adreçada a les famílies, Ficomic va voler demostrar el seu esforç i compromís per a la inclusió i l'accés equitatiu a la cultura per a totes les edats.
L'espai va comptar amb la presència de la mascota Bluey, pertanyent a la sèrie d'animació homònima, esdevinguda tot un fenomen infantil del moment; i del ratolí Geronimo Stilton, un heroi de la literatura infantil de gran actualitat. També va oferir una "escape rooom", tallers de còmic i xapes, conta còmics i tallers de pinta cares. Per al públic més adolecent, l'espai va incloure la recreació de l'habitació del protagonista del còmic de temàtica LGTBI Heartstopper.

## Cartell

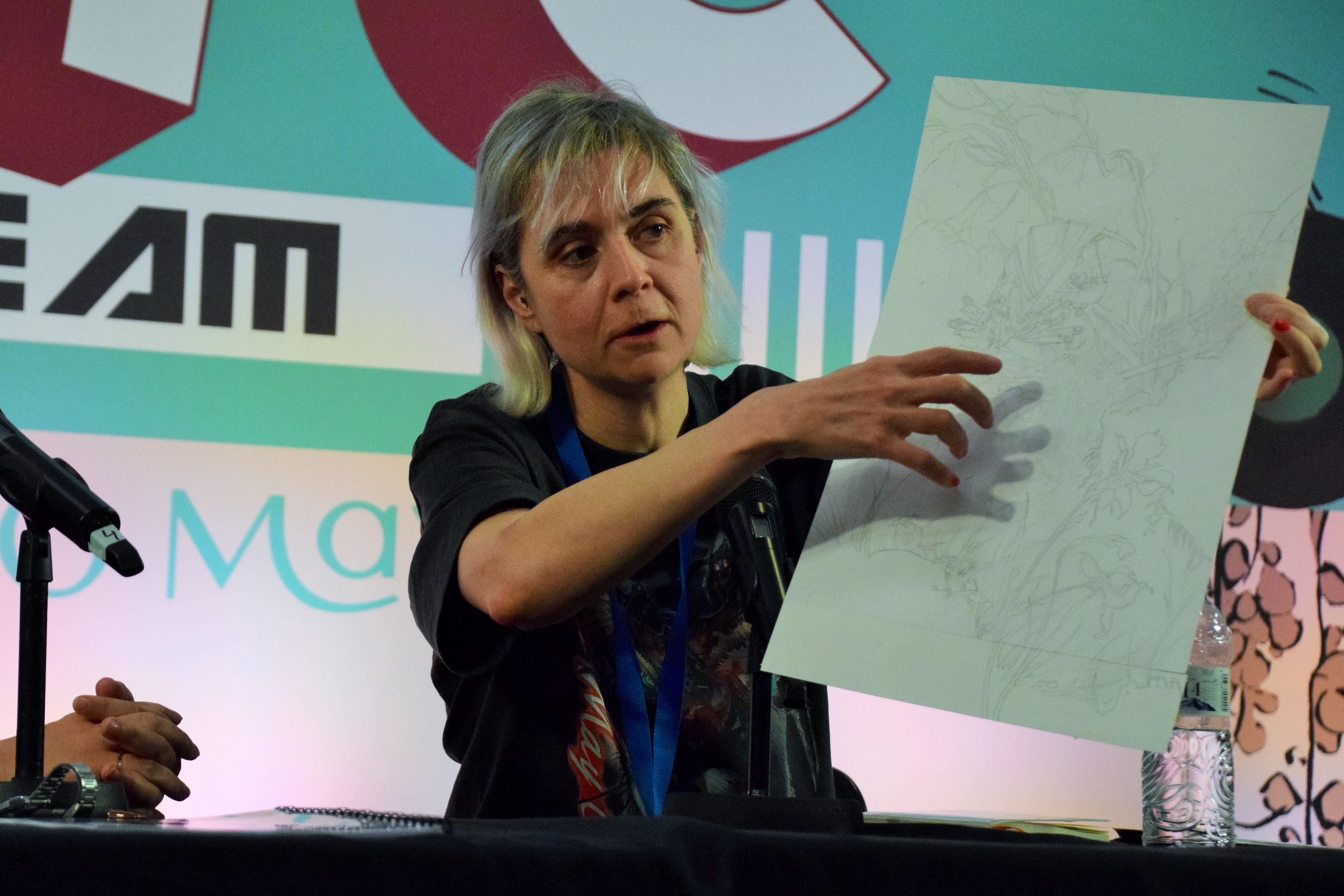
Emma Ríos, autora del cartell.

El cartell de l'edició fou encarregat a l'autora Emma Ríos, que per a l'ocasió va elaborar una il·lustració rupturista amb un robot com a protagonista, que llegeix un còmic en un entorn distòpic i misteriós. El cartell fou presentat el dimecres 21 de febrer amb la directora del Saló Meritxell Puig i Borja Crespo, assessor de continguts. Segons Ficomic, es tracta d'un cartell «personal i intransferible que reivindica la llibertat creativa i el traç autorial».

## Exposicions
- Trini Tinturé, encantadora de vinyetes. Exposició dedicada a l'autora Trini Tinturé, Gran Premi del Saló de l’edició precedent, i que havia mort feia uns mesos. Va estar dividida en cinc parts i va mostrar originals dels seus treballs per a publicacions romàntiques i de fades; Emma es encantadora, la seva sèrie més popular; col·laboracions pel mercat britànic; sèries realitzades per editorials dels Països Baixos i un espai dedicat a altres dels seus treballs, el qual va incloure dibuixos dels seus inicis, historietes publicades a Alemanya i, finalment, una mostra de la darrera obra que estava fent amb la guionista Sabra Kemner. Però l’exposició no només va mostrar l'obra de Tinturé sinó que va incloure també a altres autores de la mateixa generació, l'anomenada "generació perduda", amb l'objectiu de visibilitzar l'autoria i l'obra de tota una generació d'autores invisibilitzades, l'obra de les quals a vegades ni tan sols anava signada, i que van viure de dibuixar vinyetes sobre prínceps i fades, i de còmics romàntics i sentimentals. La invisibilització d'aquesta generació és tan forta que fins i tot per a diverses de les autores no havia sigut possible trobar fotografies o dades bàsiques com l'any de naixement o mort.[7] Va incloure mostres de pioneres del còmic com Violeta Suárez, Julia Sánchez, Rosa Galcerán i Pili Blasco, pertanyents a una generació anterior a Tinturé, i seguidament va incloure mostres d'autores coètanies de Tinturé com Juanita Bañolas, Carme Barbarà, Maria Barrera, Isabel Bas, Maria de los Ángeles Batllé, Purita Campos, Carmen de Haro, Guadalupe Guardia, Pepita Pardell, Maria Pascual, Armonía Rodríguez i Josefina Sosa. L'exposició va comptar amb retrats de les autores realitzats per Carla Berrocal.

- El nostre Ibáñez. Exposició en homenatge al gran mestre de l'humor Francisco Ibáñez, que havia mort feia uns mesos.[12] L'autor barceloní havia estat molt vinculat al Saló del Còmic, assistint-hi cada any, havia guanyat el gran premi del saló el 1994 i signat el cartell de la 34 edició (2016). La gran exposició recordà el dibuixant de Mortadel·lo i Filemó a partir d'una mostra dividida en tres apartats. La primera part fou "L'Ibáñez dels lectors", amb la col·laboració dels seus lectors, que prèviament havien pogut enviar a Ficomic fotos, imatges o anècdotes relacionades amb Ibáñez. La segona part s'anomenà "L'Ibáñez de la professió", amb una reproducció de dibuixos realitzats per professionals del còmic. Finalment, l'última part fou "L'Ibáñez més íntim", amb originals de l'autor molt poc vists o inèdits. En total, l'exposició va mostrar 50 pàgines originals d'Ibañez, a més dels dibuixos de més de 85 companys de professió, que havien estat dedicats a Ibáñez pel seu 80è aniversari. Juntament amb la mostra de Trini Tinturé, fou l'exposició estrella de l'edició, amb Antoni Guiral com a comissari.[10]

- Tribut a Mad Max: Apocalipsi Dibuixat. Exposició en homenatge a la saga cinematogràfica de Mad Max. Ambientada amb una "cúpula del tro" inclosa, l'exposició va incloure dibuixos de diversos artistes, novel·les relacionades amb la saga, pòsters de cinema, i cotxes en miniatura. L'exposició dedicada a l'obra de George Miller, va coincidir amb l'estrena de la nova pel·lícula Furiosa: A Mad Max Saga. Fou comissariada per Borja Crespo i Cels Piñol.
- El còmic polonès aterra a Barcelona. Exposició que presentà l'obra de cinquanta dibuixants polonesos. Sobretot, de creadors contemporanis, però també de precursors del còmic del segle XIX i artistes que van treballar abans de la Segona Guerra Mundial i durant l'època el comunisme a Polònia. L'exposició fou comissariada per Piotr Machłajewski i confinançada pel Ministeri de Cultura i Patrimoni Nacional amb Fondo de Promoción de la Cultura i de la ciutat de Jelenia Góra.

- Blacksad: Work in Progress. Exposició dedicada al gat detectiu Blacksad, que va recórrer tot el procés creatiu dels seus creadors Juanjo Guarnido i Juan Díaz Canales: des del guió fins a les vinyetes finals, tot passant pels esbossos i el color.

- Bruixes-Sorginak-Brujas. Exposició formada per un total de 30 il·lustracions d'autores de còmic dedicades a la temàtica de la màgia i bruixeria. Va incloure il·lustracions d'autores com Nadia Hafid, Carla Berrocal, Teresa Valero, Cristina Durán, Ana Galvañ, Sara Soler, Marta Cartu, Natacha Bustos, Roberta Vázquez, Susanna Martín, Míriam Persand o Rosa Codina.

- 30 anys del Premi Ivà. Exposició dedicada a al 30è aniversari del Premi Ivà, que va mostrar els guanyadors de totes les seves 30 edicions.[7]

- Tomás Hijo. Gràfica fantàstica. Exposició formada per il·lustracions del dibuixant Tomás Hijo, autor del Tarot del Toro, en col·laboració amb Guillermo del Toro. En la mostra es va poder apreciar l'especularitat dels seus treballs.
- Del còmic a la pantalla. Exposició dedicada a les pel·lícules Robot Dreams i La Casa, adaptacions cinematogràfiques que comparteixen el fet de tenir un còmic en el seu origen: el de Sara Varon i el de Paco Roca, respectivament. Les dues pel·lícules es van mostrar a l'auditori durant el festival i l'exposició fou un complement que va mostrar imatges sobre la realització d'aquestes dues pel·lícules, amb esbossos, story-boards i altres elements del procés creatiu. La mostra va deixar palès el vincle entre cinema i còmic.
- Fantastic Graphic. Exposició preparada per l'escola Joso, amb una selecció dels seus alumnes d'il·lustracions basades en novel·les de temàtica fantàstica.

## Jurat

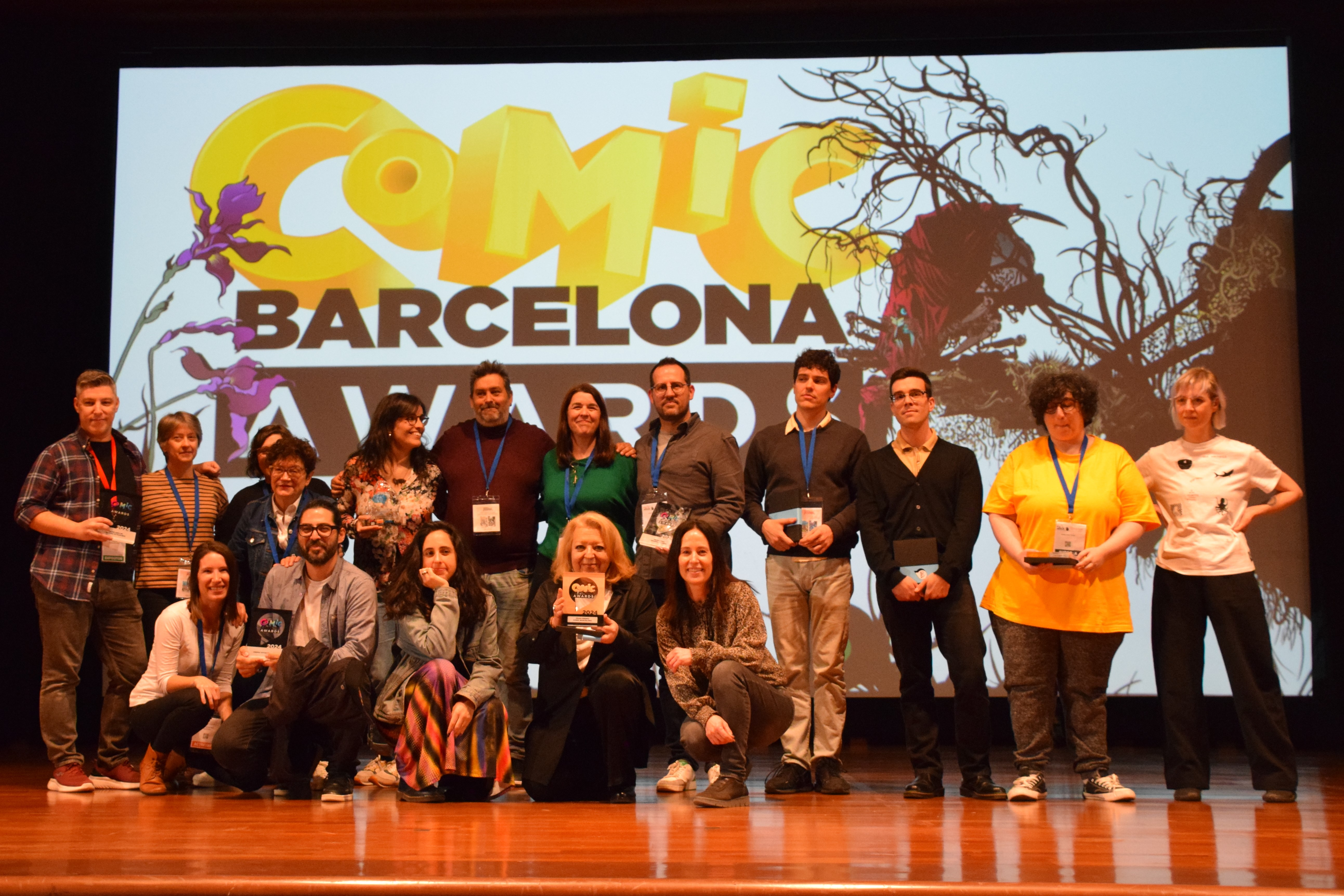
Foto de grup dels guanyadors amb els membres del jurat.

Els membres del jurat de la 42a edició el formaren: 
- Amaia Arrazola (autora i il·lustradora)
- Elena Cabrera (periodista)
- Jaume Villarrubí (bibliotecari i especialista en còmic)
- Kike García (periodista)
- Laura Pérez (autora de còmic)

## Palmarès
Guardonats ressaltats en negreta.
| Gran Premi del Saló | Gran Premi del Saló |
| --- | --- |
| - Marika Vila | |
| Millor obra | Millor obra estrangera |

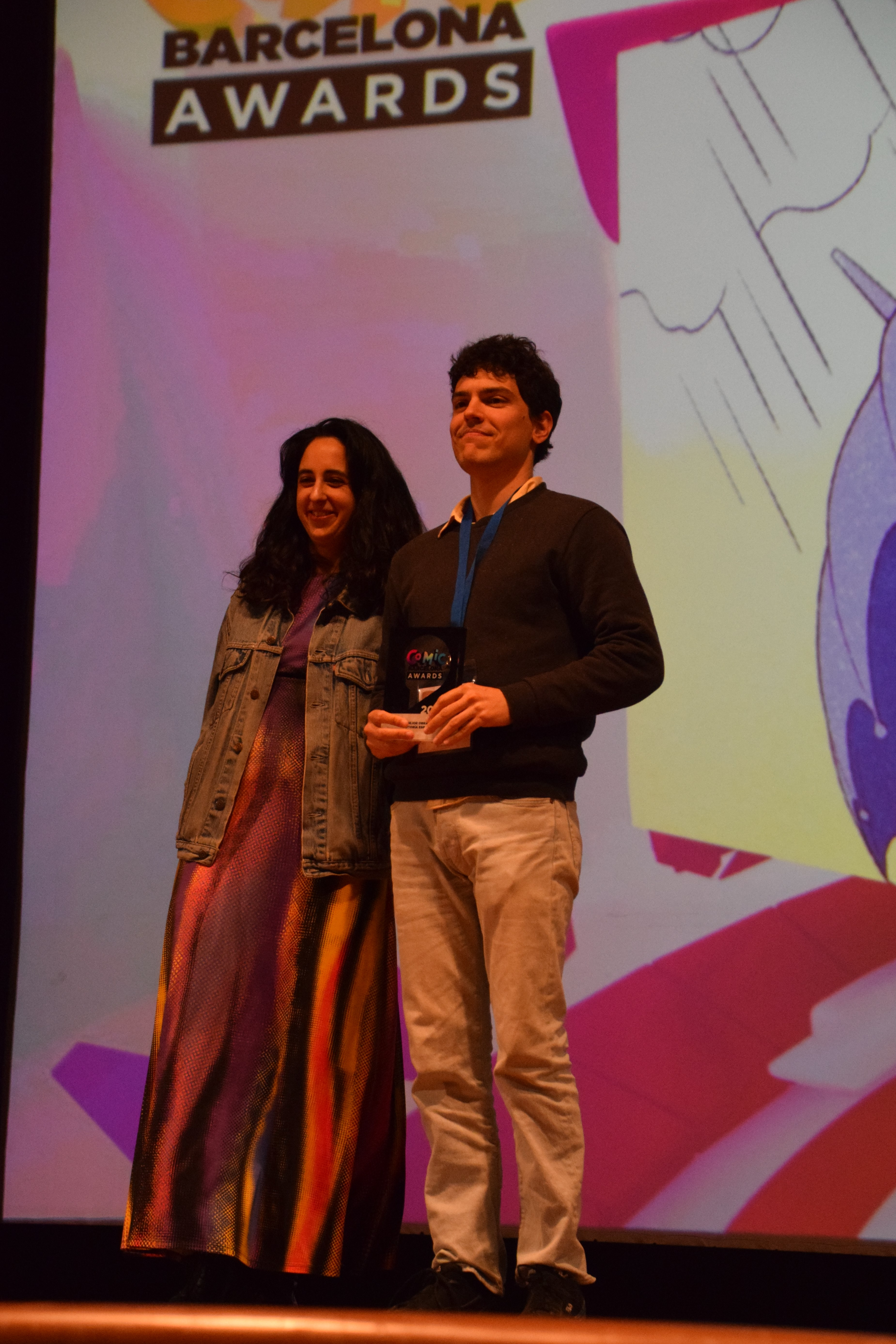
Marc Torices és premiat amb el guardó a la millor obra.

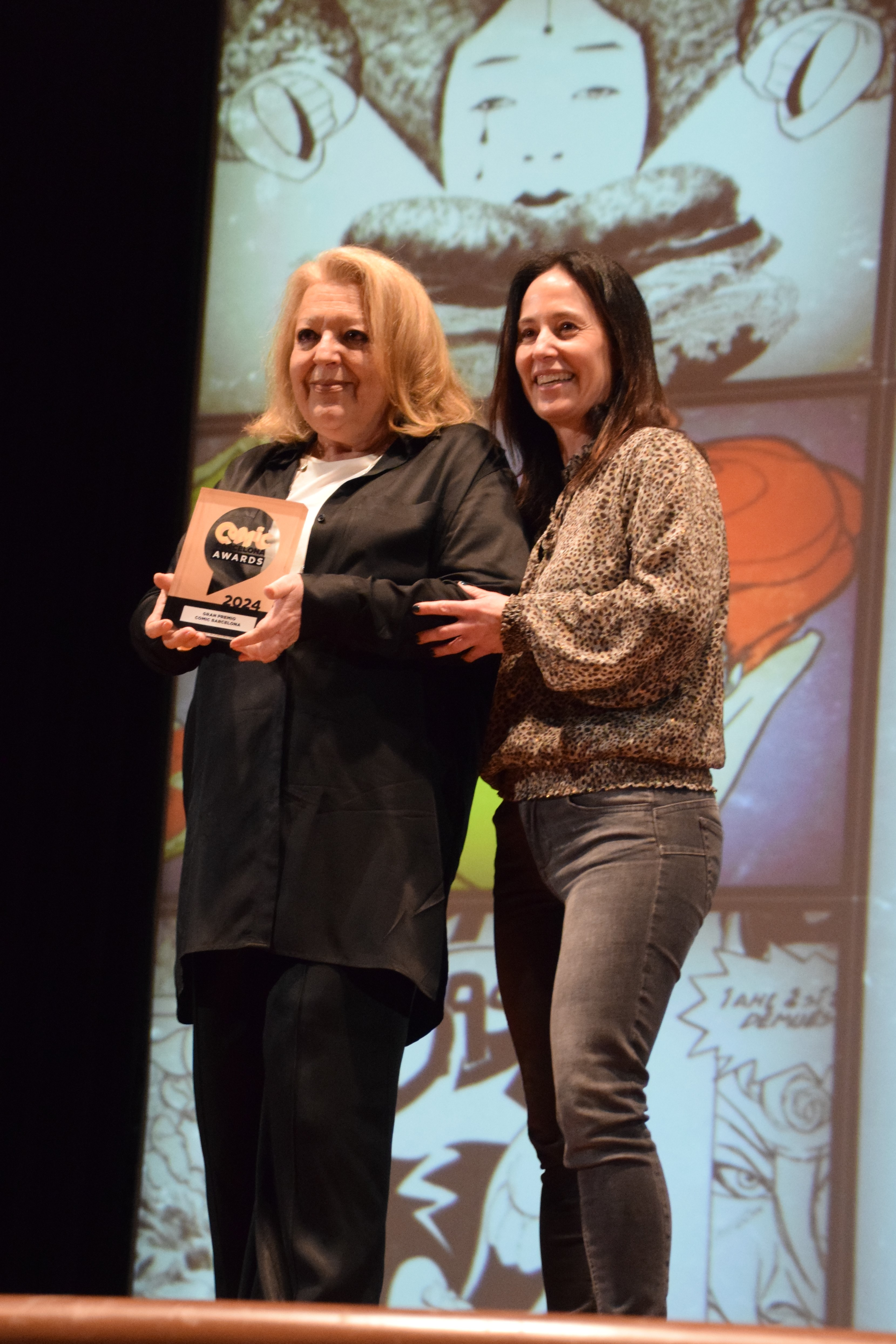
Marika recull el Gran Premi, entregat per Meritxell Puig.

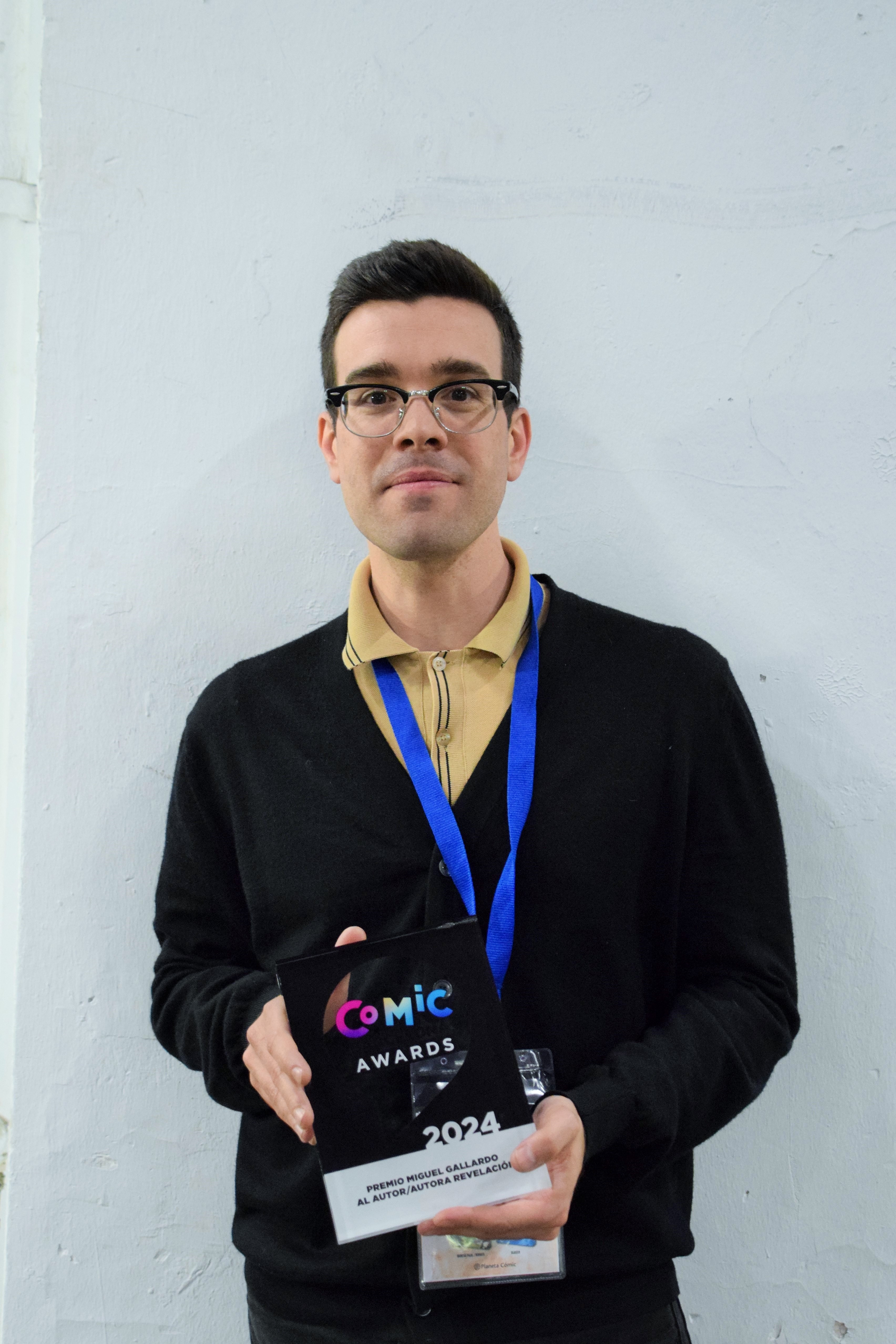
César Sebastián, l'autor revelació.

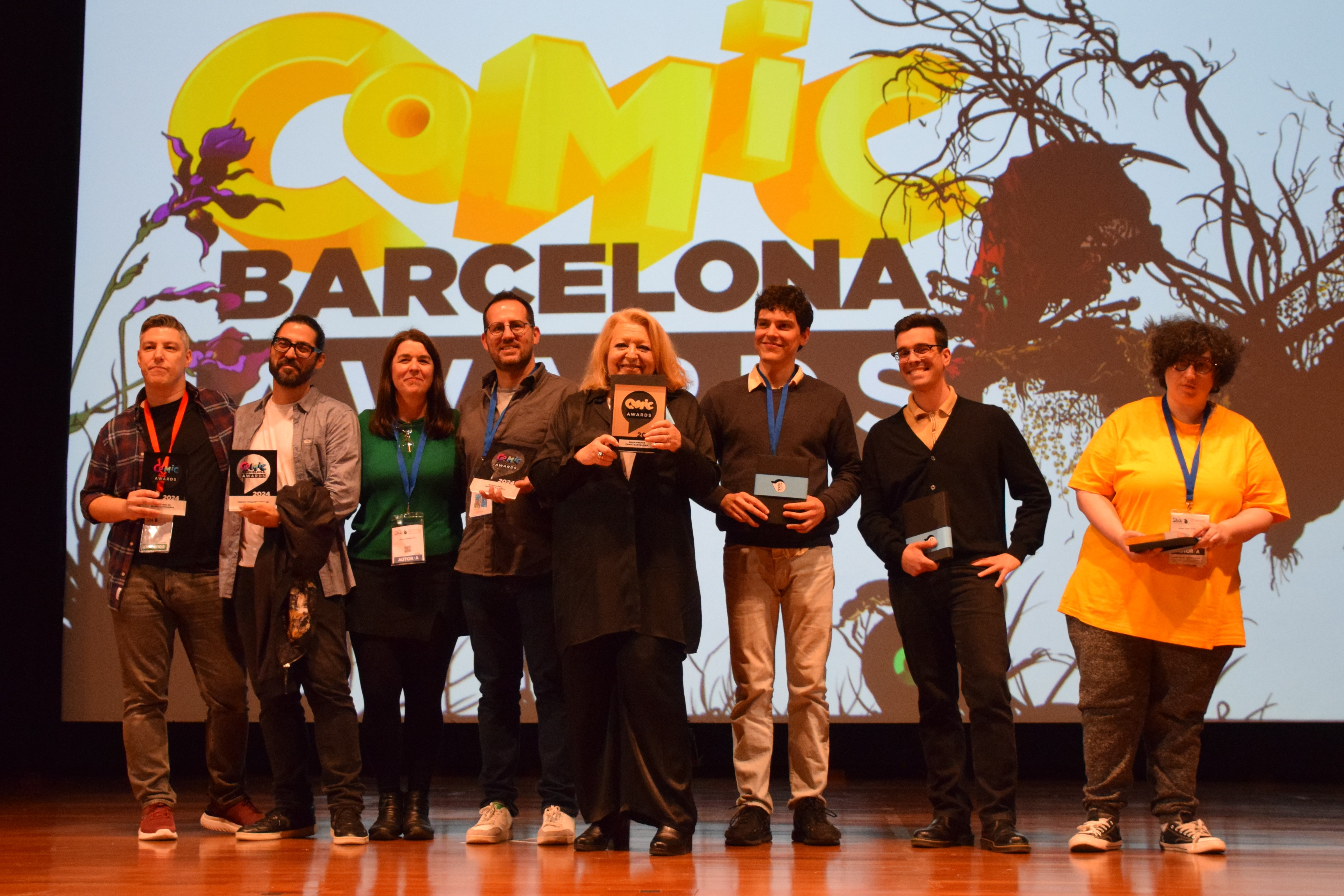
Els guanyadors junts.

| - La alegre vida del triste perro Cornelius (Apa Apa Cómics) – Marc Torices - El abismo del olvido (Astiberri) – Paco Roca i Rodrigo Terrasa - El cel al cap (Norma) – Antonio Altarriba, Sergio García i Lola Moral - Por culpa de una flor (Apa Apa Cómics / Blackie Books) – María Medem - Ronson (Autsaider) – César Sebastián                                                                        | - Patos. Dos años en las arenas petrolíferas (Norma) – Kate Beaton ( Canadà) · (original: Ducks: Two Years in the Oil Sands) - Alison (Errata Naturae) – Lizzy Stewart ( Regne Unit) - La sangre de la virgen (Fulgencio Pimentel) – Sammy Harkham ( Estats Units) · (original: Blood of the Virgin) - Mònica (Ed. Finestres, en català / Fulgencio Pimentel, en castellà) – Daniel Clowes ( Estats Units) · (original: Monica) - Roaming (Ed. Finestres, en català / La Cúpula, en castellà) – Jillian Tamaki i Mariko Tamaki ( Canadà) |
| Autor revelació | Millor fanzine |
| - César Sebastián – Ronson (Autsaider) - Alicia Martín Santos – Hecha a sí misma (Aristas Martínez) - Bea Lema – El Cuerpo de Cristo (Astiberri) - Candela Sierra – Rotunda (Andana Gràfica) - Marc Torices – La alegre vida del triste perro Cornelius (Apa Apa Cómics) | - Lila María Piernagorda – Aroha Travé - Amorcito – DD.AA. - Fanerozoico – DD.AA. - La máquina de las albóndigas – DD.AA. - Zasca! – DD.AA. |
| Millor còmic infantil i juvenil | Millor traducció |
| - Molly Wind: Bibliotecàries a cavall (Astronave) – Catalina González Vilar i Toni Galmés - Cecília Van Helsing 3: El senyor que tenia una orella al front (Bang Ediciones)– Julio A. Serrano i Juan José Cuerda - Erwin, el gato cuántico (Beascoa) – Manuel Bartual - La isla de Oko: Sonríe (ECC Ediciones) – Katia Klein i Rut Pedreño - Niko: Superinvents i grans bestieses (Komikids) – Paco Sordo | - Alison (Errata Naturae) – Regina López Muñoz - La sangre de la virgen (Fulgencio Pimentel) – Alberto García Marcos - Mònica (Fulgencio Pimentel) – Alberto García Marcos i César Sánchez (castellà) Mònica (Ed. Finestres) – Montse Meneses (català) - Patos. Dos años en las arenas petrolíferas (Norma) – Gema Moraleda - Roaming (La Cúpula) – Rubén Lardín (castellà) Roaming (Ed. Finestres) – Montse Meneses (català) |
| Premi del púbic | |
| - Durante la tormenta (Bruguera) – Pablo R. Coca | |

## Invitats internacionals
Els grans protagonistes de l'edició foren l'autor americà Beto Hernández, l'italià Tanino Liberatore i l'autora britànica Posy Simmonds, que feia uns mesos havia obingut el Grand prix de la ville d'Angoulême del Festival del Còmic d'Angulema. També hi van assistir Georges Bess, Max Sarin, Lisa Lugrin, Sana Takeda, Marjorie Liu, Pepe Larraz, Mikael Ross, Max Baitinger, Martin Panchaud, Stefano Casini, Erik Kriek i Liniers.

## Programa cultural

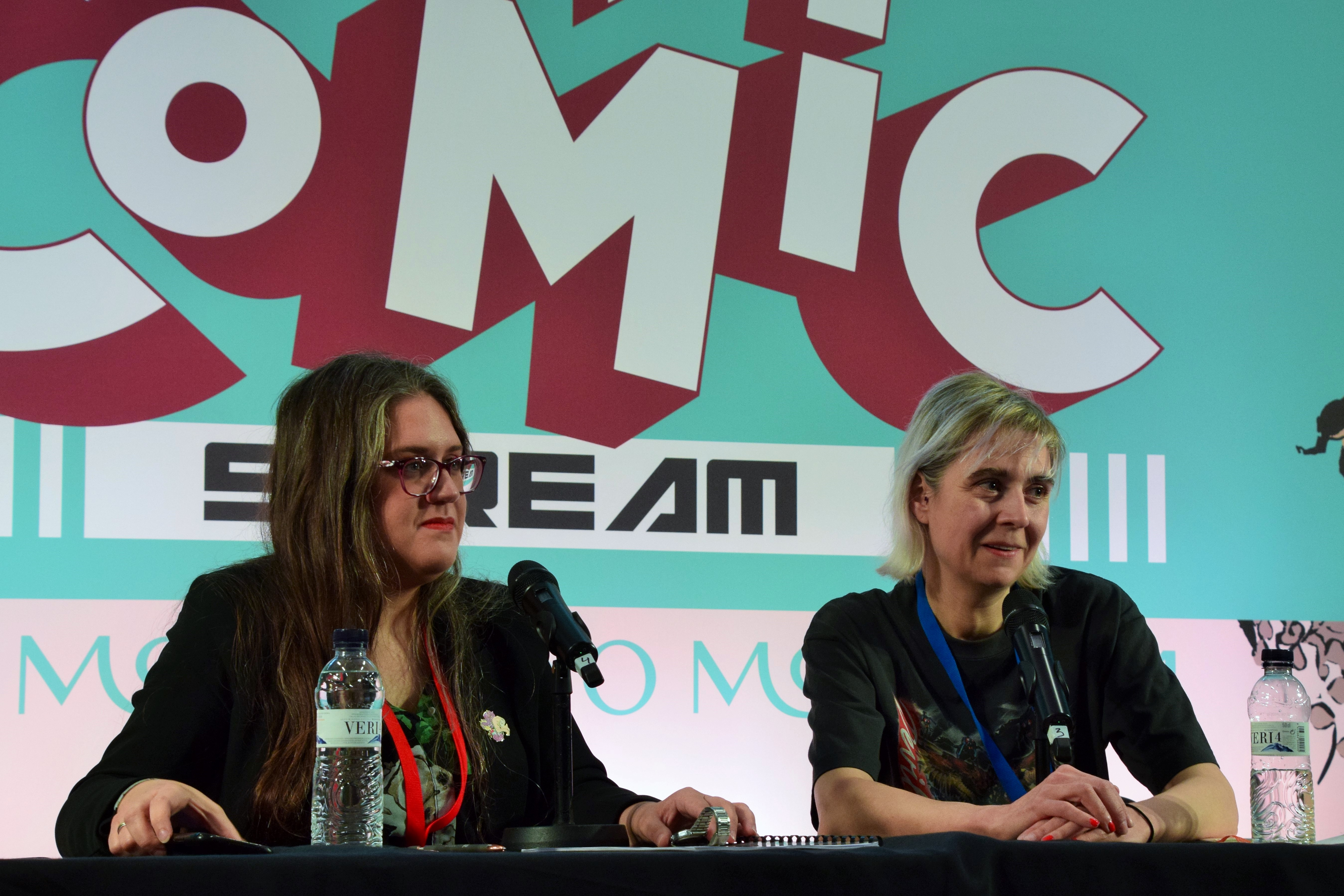
Conversa entre Mònica Rex i Emma Ríos.

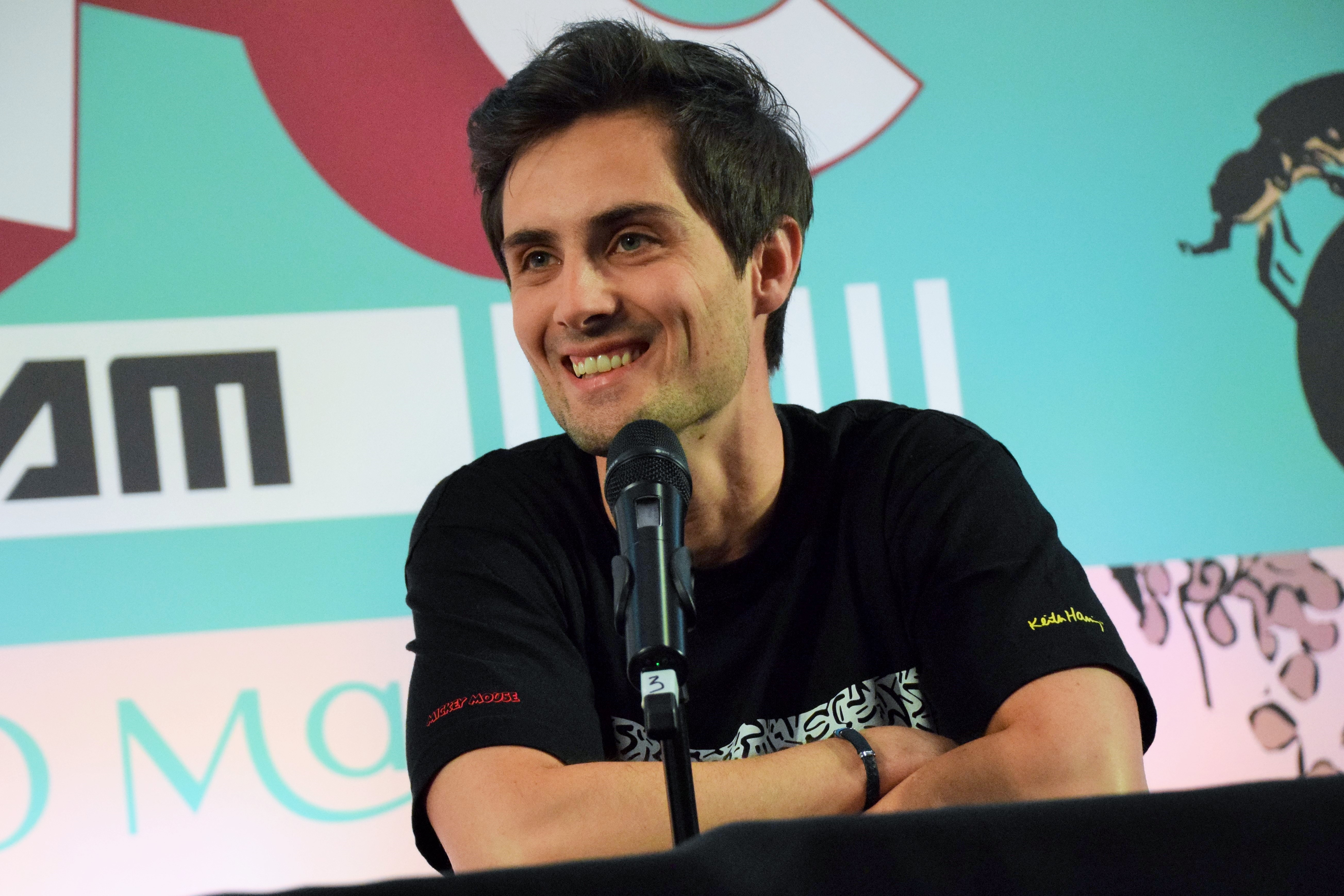
Manuel Álvarez a l'espai "Comic Stream".

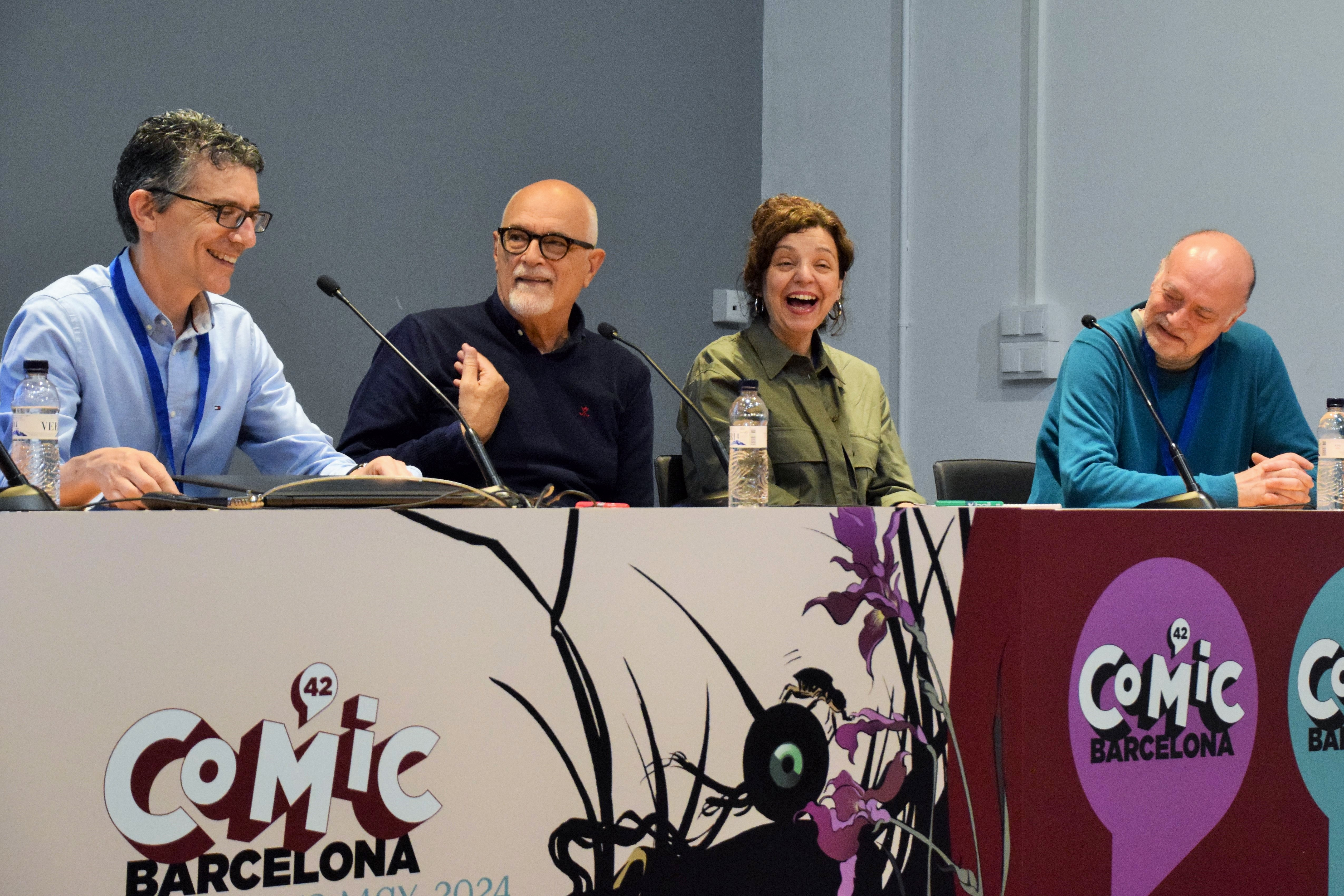
Taula rodona "El nostre Ibáñez".

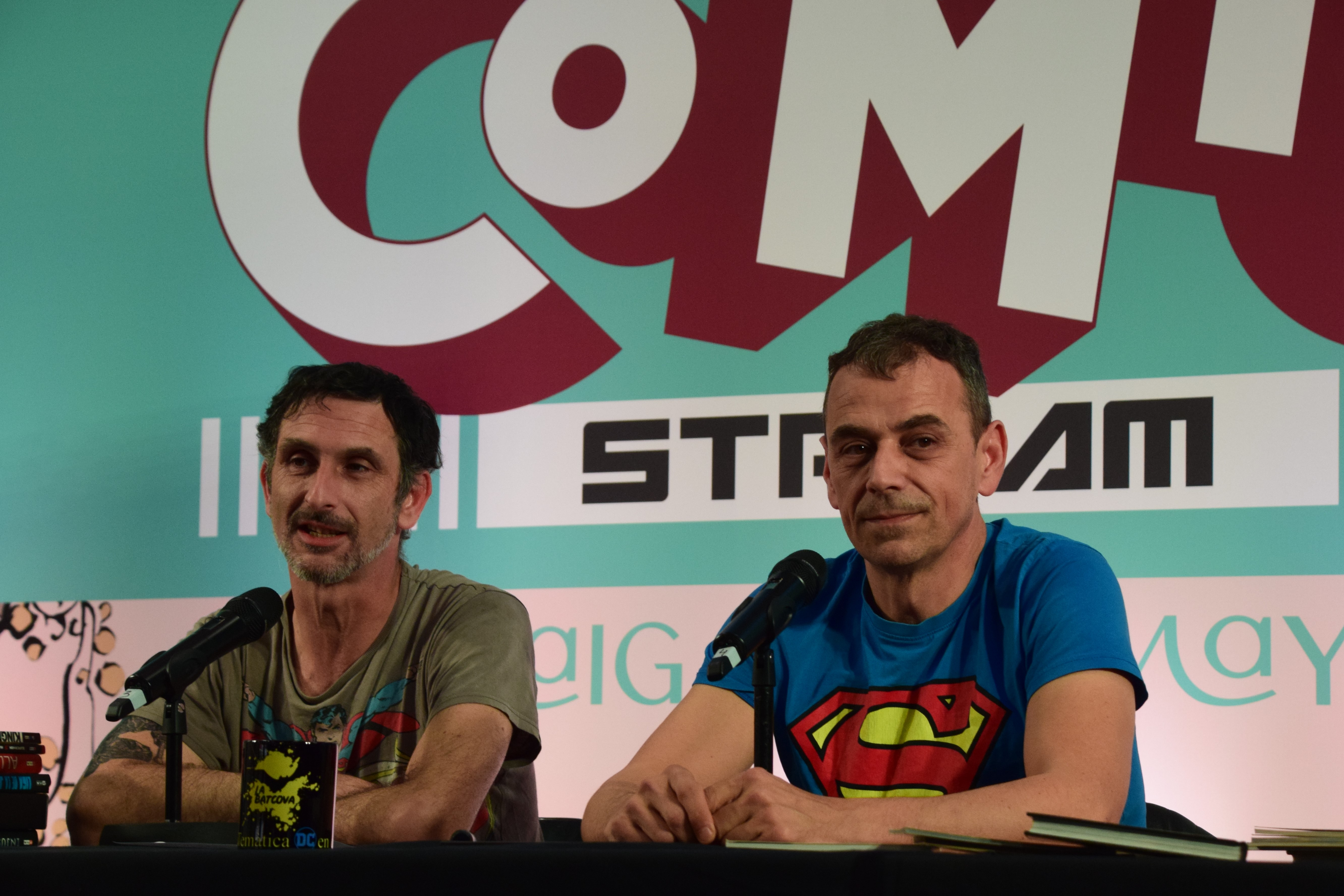
El pòdcast "La Batcova".

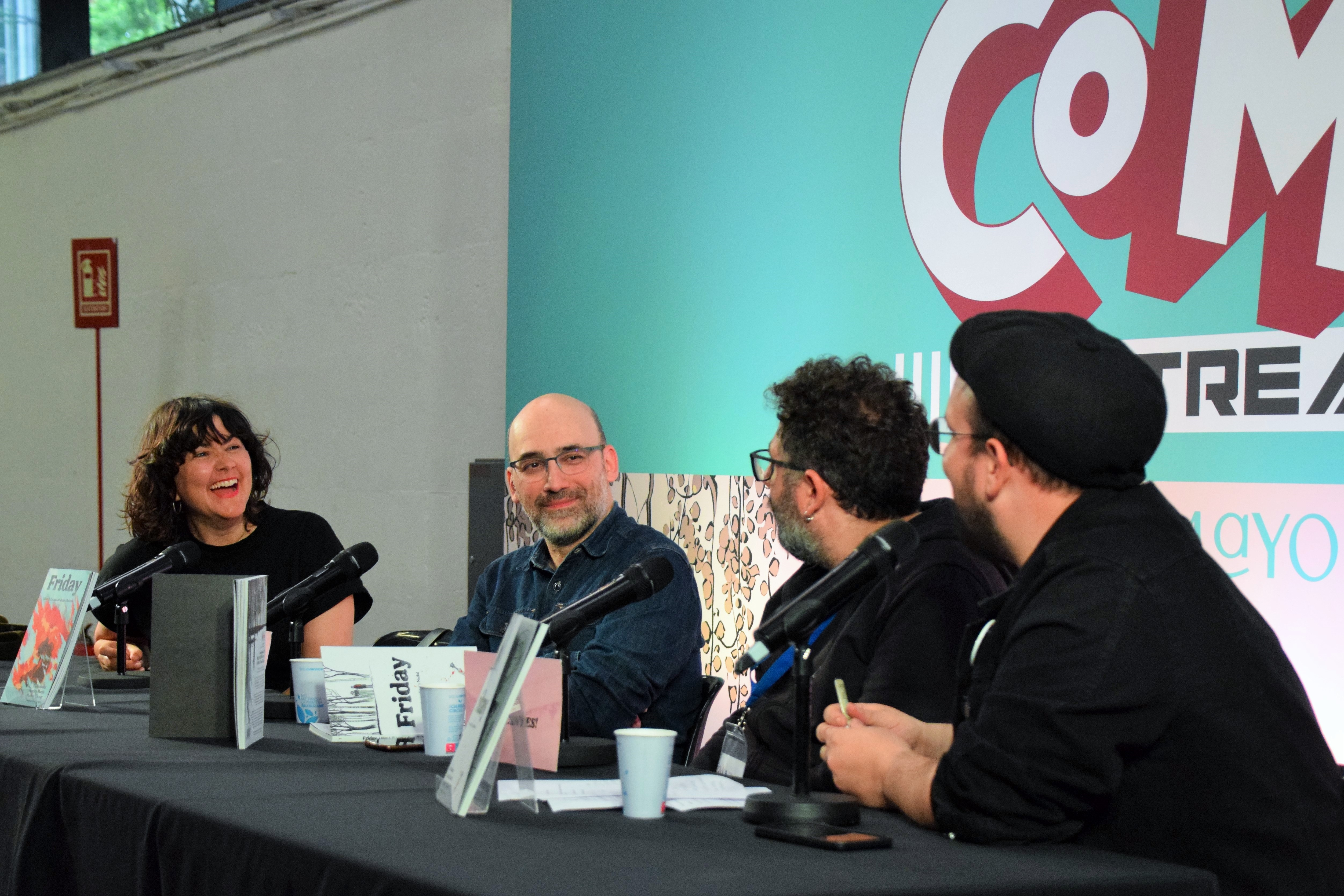
El pòdcast "Els bufacanyes".

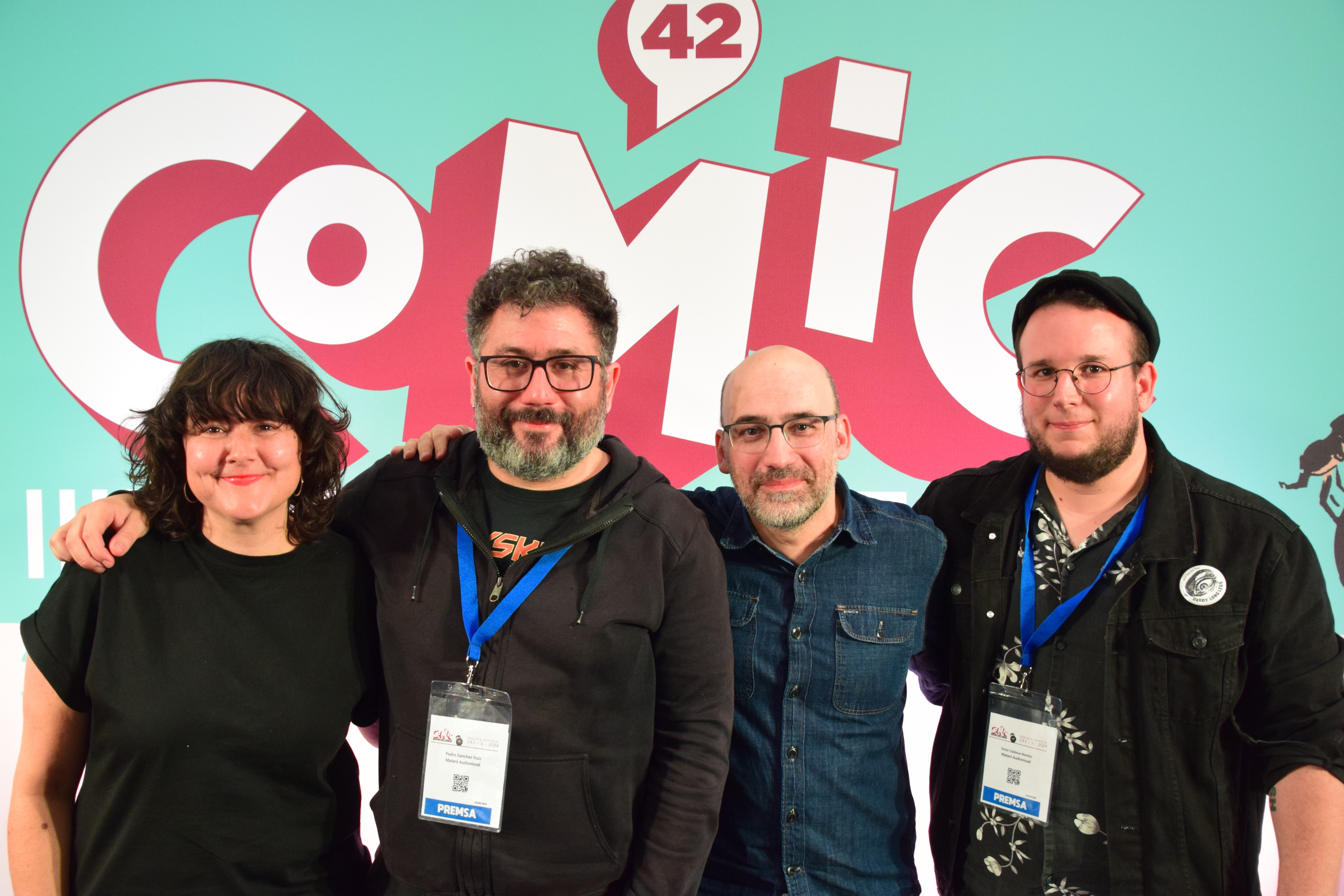
Muntsa Vicente i Marcos Martín amb "Els bufacanyes".

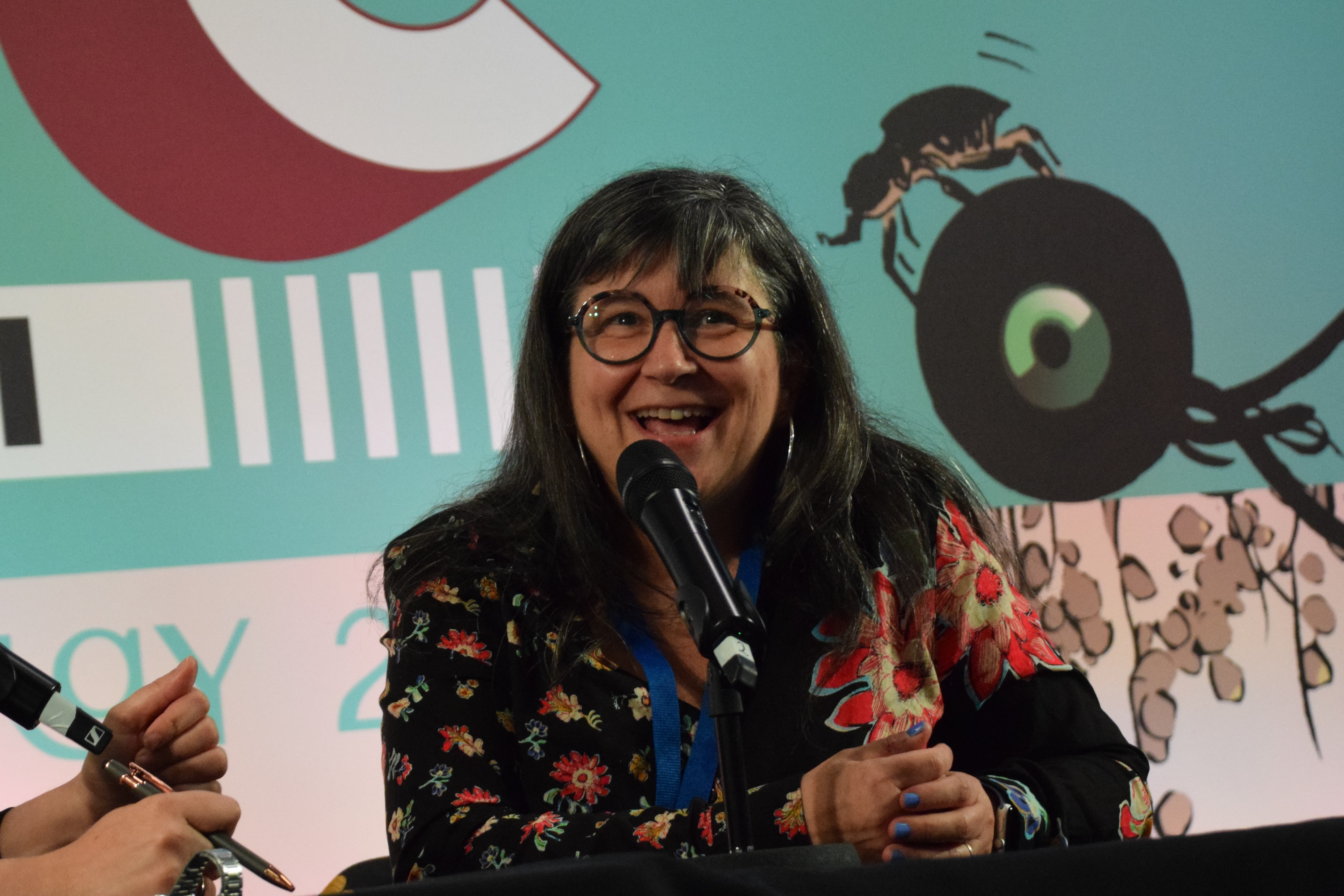
L'autora de còmics Cristina Durán.

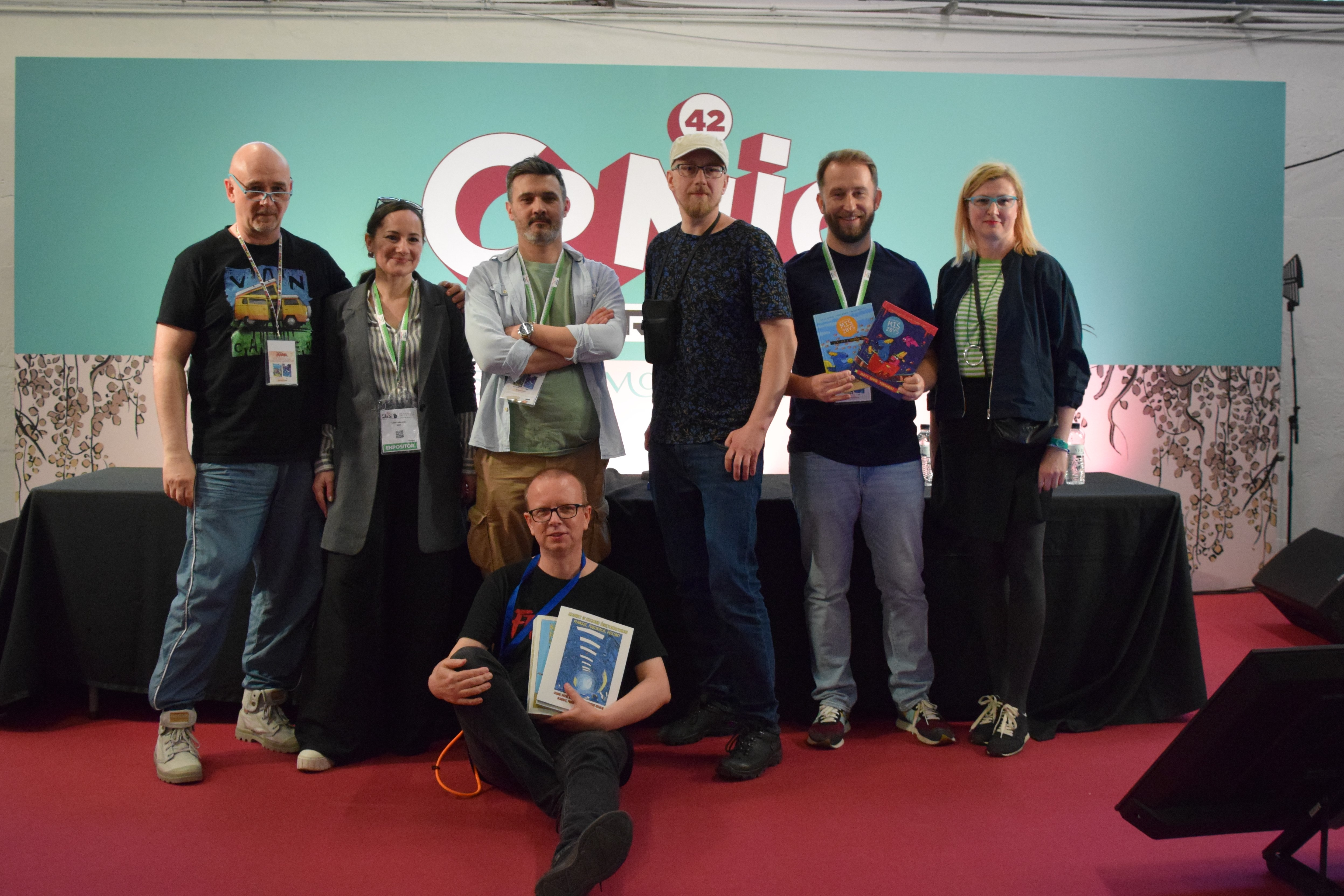
L'acte "El còmic polonès aterra a Barcelona".

### Sala de Cinema
| Data                | Hora           | Acte |
| ------------------- | -------------- | --- |
| Divendres 3 de maig | 12:30 14:30 h. | Cerimònia d'entrega dels Premis Comic Barcelona |
| Divendres 3 de maig | 16:00-17:00 h. | Especial Esther: Purita y su mundo (50 min.) - Documental |
| Divendres 3 de maig | 17:00-18:00 h. | Especial Paco Roca: Paco Roca: Dibujando la vida (60 min.) – Documental |
| Divendres 3 de maig | 18:30-20:00 h. | Especial Paco Roca: Estrena La casa (83 min) – Presentació i col·loqui posterior amb Paco Roca i Álex Montoya |
| Dissabte 4 de maig  | 10:45 12:00 h. | Oshi no Ko. Projecció 1 capítol (T1). (V.O.S.E.). Presentació + Sorteig |
| Dissabte 4 de maig  | 12:00-13:00 h. | 3Cat: Del fanzine al reel, amb Bàrbara Alca, Martí Melcion i Núria Just (CAT) |
| Dissabte 4 de maig  | 13:00-15:30 h. | Animació: Heavies tendres (80 min) - Presentació + coloqui posterior amb Juanjo Sáez i Víctor Rago. Pel·lícula (CAT) |
| Dissabte 4 de maig  | 15:30-18:30 h. | Animació: Dispararon al pianista (103 min) - Presentació i col·loqui posterior amb Xavier Mariscal. |
| Dissabte 4 de maig  | 18:30-00:00 h. | Especial marató de cinema en col·laboració amb Sitges Film Festival Avançament imatges Borderlands, presentació còmic i obsequis. (30 mins) Estrena: Mars Express (85 min.). Presentació - Pel·lícula (V.O.S.E.) Especial: The Crow - Especial 30 aniversari (97 min.) Presentació + col·loqui amb Àngel Sala i Cels Piñol (V.O.S.E.) Estrena: Superjodidos (Curt, 19 min) + Vampira humanista busca suicida (90 min.). Presentació + sorteig posterior (V.O.S.E.) |
| Dissabte 4 de maig  | 00:00 h.       | Tancament de la marató de cine |
| Diumenge 5 de maig  | 11:00-13:00 h. | Animació: Robot Dreams (102 min) – Presentació i pel·lícula |
| Diumenge 5 de maig  | 13:00-15:00 h. | Estrena animació: ¡Linda quiere pollo! (75 min) – Presentació i pel·lícula. (V.O.S.E). + Conej Steps Out (Curt, 7 min) |
| Diumenge 5 de maig  | 15:00-17:00 h. | Estrena: Invasión (92 min) – Presentació. Pel·lícula, + Ratón de biblioteca (Curt, 14 min) |
| Diumenge 5 de maig  | 17:00-18:45 h. | Estrena: Shortcomings, basada en el còmic d'Adrian Tomine. (92 min) – Presentació. Pel·lícula. (V.O.S.E). En col·laboració amb Americana Film Fest |
| Diumenge 5 de maig  | 18:45-20:00 h. | Especial Ibánez: Imprescindibles: Ibáñez (57 min) - Presentació |

### Comic Stream
| Data                | Hora           | Acte |
| ------------------- | -------------- | --- |
| Divendres 3 de maig | 14:00 15:00 h. | Podcast: Les lladres del temps |
| Divendres 3 de maig | 15:00-15:30 h. | El còmic polonès aterra a Barcelona                                                                                                  |
| Divendres 3 de maig | 15:30-16:30 h. | Adaptacions al cinema desastrosses, amb Ángel (@estamosalmando) i Juanlu (@nunca_te_acostaras)                                       |
| Divendres 3 de maig | 16:30-17:00 h. | Q&A Sana Takeda & Marjorie Liu |
| Divendres 3 de maig | 17:00-17:30 h. | Q&A Ana Jarén |
| Divendres 3 de maig | 17:30-18:00 h. | Entrevista a Tomás Hijo |
| Divendres 3 de maig | 18:00-18:30 h. | Q&A Cristina Durán |
| Divendres 3 de maig | 18:30-19:00 h. | Q&A Tanino Liberatore |
| Divendres 3 de maig | 19:00-20:00 h. | Podcast Zona Utopia: ‘’Furia en la librería’                                                                                         |
| Dissabte 4 de maig  | 10:30-11:00 h. | Bon dia, Comic Barcelona! |
| Dissabte 4 de maig  | 11:00-11:30 h. | Q&A Georges Bess |
| Dissabte 4 de maig  | 11:30-12:00 h. | Q&A Erik Kriek |
| Dissabte 4 de maig  | 12:00-12:30 h. | Q&A Beto Hernández |
| Dissabte 4 de maig  | 12:30-13:00 h. | Q&A Carla Berrocal |
| Dissabte 4 de maig  | 13:00-14:00 h. | Podcast: Campamento Krypton "Generación Zinco"                                                                                       |
| Dissabte 4 de maig  | 14:00-14:30 h. | Q&A Mikael Ross |
| Dissabte 4 de maig  | 14:30-15:00 h. | Q&A Stefano Casini |
| Dissabte 4 de maig  | 15:00-15:30 h. | Q&A Pepe Larraz |
| Dissabte 4 de maig  | 16:00-17:00 h. | Territorio 9 de RNE3 en directe |
| Dissabte 4 de maig  | 17:30-18:00 h. | Q&A Pedro Cifuentes |
| Dissabte 4 de maig  | 18:00-18:30 h. | Q&A Jordi Ribolleda |
| Dissabte 4 de maig  | 18:30-19:00 h. | Q&A Lisa Lugrin |
| Dissabte 4 de maig  | 19:00-20:00 h. | Podcast: La batcova |
| Diumenge 5 de maig  | 10:30-11:00 h. | Bon dia, Comic Barcelona! |
| Diumenge 5 de maig  | 11:00-12:00 h. | Campamento Krypton presenta: Mechas i còmics: Tombes de metall de destrucció massiva. Amb Emma Ríos i Capitán Urías. Modera: Viruete |
| Diumenge 5 de maig  | 12:00-12:30 h. | Q&A Emma Ríos |
| Diumenge 5 de maig  | 12:30-13:00 h. | Q&A Iván McGill |
| Diumenge 5 de maig  | 13:30-14:00 h. | Q&A Max Sarin |
| Diumenge 5 de maig  | 14:00-14:30 h. | Q&A Manuel Álvarez |
| Diumenge 5 de maig  | 14:30-15:30 h. | El fenomen del Danmei explicat. Amb Danmei España.                                                                                   |
| Diumenge 5 de maig  | 16:00-17:00 h. | Territorio 9 de RNE3 en directe |
| Diumenge 5 de maig  | 17:30-18:30 h. | Podcast: Els bufacanyes amb Marcos Martin i Muntsa Vicente                                                                           |
| Diumenge 5 de maig  | 18:30-19:00 h. | Anunci guanyadors World Cinematic Cosplay Summit                                                                                     |

### Comic Stage
| Data                | Hora           | Acte                                                               |
| ------------------- | -------------- | ------------------------------------------------------------------ |
| Divendres 3 de maig | 12:00-12:30 h. | Xerrada: Goma eva i escumes 101 amb Familyof4Cosplay               |
| Divendres 3 de maig | 12:30-13:00 h. | Xerrada: Armadures Gegants amb HispaHammer 40k                     |
| Divendres 3 de maig | 13:00-13:30 h. | Xerrada:: 'Súper Epilep. Em coneixeu?'                             |
| Divendres 3 de maig | 13:30-14:00 h. | Xerrada: Cuir amb Almogáver Workshop                               |
| Divendres 3 de maig | 14:00-14:30 h. | Per què és més divertit fer cosplay en grup                        |
| Divendres 3 de maig | 14:30-15:00 h. | Xerrada: Accessoris gegants amb Hephaestus Cosplay Forge           |
| Divendres 3 de maig | 15:00-15:30 h. | Xerrada: Impressió 3D amb Kaotic Alchemist                         |
| Divendres 3 de maig | 15:30-16:00 h. | Cosplay amb finalitats benèfiques                                  |
| Divendres 3 de maig | 16:00-17:00 h. | Beat the beat: Just Dance                                          |
| Divendres 3 de maig | 17:00-18:00 h. | Beat the beat: Ball lliure                                         |
| Divendres 3 de maig | 18:00-19:00 h. | Beat the beat: Kahoot Comic                                        |
| Divendres 3 de maig | 19:00-20:00 h. | Beat the beat: Just Dance                                          |
| Dissabte 4 de maig  | 11:00-11:30 h. | Xerrada: Goma eva i escumes 101 amb Familyof4Cosplay               |
| Dissabte 4 de maig  | 11:30-12:00 h. | Per què és més divertit fer cosplay en grup                        |
| Dissabte 4 de maig  | 12:00-12:30 h. | Xerrada:Impressió 3D de Star Wars amb Kaotic Alchemist             |
| Dissabte 4 de maig  | 12:30-13:00 h. | Xerrada: LED per cosplay amb MAking Props                          |
| Dissabte 4 de maig  | 13:00-14:00 h. | Super Quizz, demostra que ets el superheroi dels jocs de preguntes |
| Dissabte 4 de maig  | 14:00-14:30 h. | Duels amb sables de llum amb Ludosports                            |
| Dissabte 4 de maig  | 14:30-15:00 h. | Cosplay amb finalitats benèfiques - Star Wars                      |
| Dissabte 4 de maig  | 15:00-16:00 h. | SHAUN ELAY: Il·lustració en Negatius en Directe                    |
| Dissabte 4 de maig  | 16:00-17:00 h. | Beat the beat: Just Dance                                          |
| Dissabte 4 de maig  | 17:00-18:00 h. | May the 4th Cosplay Parade                                         |
| Dissabte 4 de maig  | 18:00-19:00 h. | Beat the beat: Taller de ball                                      |
| Dissabte 4 de maig  | 19:00-20:00 h. | Beat the beat: Just Dance                                          |
| Diumenge 5 de maig  | 11:00-11:30 h. | Cosplay i inclusió amb Wonderous Joan                              |
| Diumenge 5 de maig  | 11:30-12:00 h. | Per què és més divertit fer cosplay en grup                        |
| Diumenge 5 de maig  | 12:00-13:00 h. | Cosplay Petit                                                      |
| Diumenge 5 de maig  | 13:00-14:00 h. | Super Quizz, demostra que ets el superheroi dels jocs de preguntes |
| Diumenge 5 de maig  | 14:00-15:00 h. | Beat the beat: Just Dance                                          |
| Diumenge 5 de maig  | 15:00-16:00 h. | Beat the beat: Kahoot Comic                                        |
| Diumenge 5 de maig  | 16:00-16:30 h. | Beat the beat: Just Dance                                          |
| Diumenge 5 de maig  | 16:30-17:00 h. | Beat the beat: Just Dance Kids                                     |
| Diumenge 5 de maig  | 17:00-18:00 h. | Comic Cosplay Parade                                               |
| Diumenge 5 de maig  | 18:00-19:00 h. | Beat the beat: Taller de ball                                      |

### Sala Còmic 4
| Data                | Hora           | Acte |
| ------------------- | -------------- | --- |
| Divendres 3 de maig | 18:00-18:30 h. | De la literatura fantàstica al dibuix. Amb Jordi Sempere, Martín Pardo, Sara Soler, Jordi Pastor, Josep Maria Polls. Modera: Santi Casas.            |
| Dissabte 4 de maig  | 11:00-12:00 h. | 100 anys del naixement de Josep Coll. Amb Jordi Riera, Victoria Bermejo i Raquel Gu. Modera: Antoni Guiral                                           |
| Dissabte 4 de maig  | 12:00-14:30 h. | Assemblea del Colectivo de Autoras de Cómic i entrega de premi honorífic.                                                                            |
| Dissabte 4 de maig  | 16:00-17:00 h. | Noves veus de la literatura juvenil amb Mireia Lleó i Albert Font. Modera: Iker Mons                                                                 |
| Dissabte 4 de maig  | 17:00-18:00 h. | Còmic i futbol: un filó per explotar? Amb Àlex Santaló, Marcello Quintanilha, Álvaro Velasco, Iñaki Sanromán i Pedro Rodriguez. Modera: Paco Gisbert |
| Dissabte 4 de maig  | 18:00-19:00 h. | Entrevista a una traductora de còmics: Regina López Muñoz. Modera: Carlos Mayor. En col·laboració amb Red Vértice                                    |
| Dissabte 4 de maig  | 19:00-20:00 h. | Còmic i genealogia feminista: Viñetaria + Homenatge a Trina Robbins. Amb Emma Ríos, Diego Salgado, Meritxell Puig, Toni Guiral i Elisa McCausland    |

### Sala Còmic 5
| Data                | Hora           | Acte |
| ------------------- | -------------- | --- |
| Divendres 3 de maig | 15:00-20:00 h. | Jornades pedagògiques |
| Dissabte 4 de maig  | 11:00-12:00 h. | Q&A Paco Roca i Rodrigo Terrasa |
| Dissabte 4 de maig  | 12:00-13:00 h. | Trobada amb Paco Roca i l'equip de la pel·lícula La casa |
| Dissabte 4 de maig  | 13:00-14:00 h. | Desxifrant El color de les coses amb Martin Panchaud. Modera: Jaume Bonfill |
| Dissabte 4 de maig  | 14:00-15:00 h. | Còmic, Rock i resistència: Ladrón i l'underground del còmic. Amb: Dani Moreno, Chema García, David Puste, JF León. Modera: Borja Crespo |
| Dissabte 4 de maig  | 15:00-16:00 h. | Q&A Max Baittinger |
| Dissabte 4 de maig  | 16:00-17:00 h. | Masterclass Joso: Il·lustrant un joc de taula. Amb: Mado Peña i Ernest Sala. |
| Dissabte 4 de maig  | 17:00-18:00 h. | Meet & Greet: Festival de Sitges. Anècdotes, curiositats i preguntes del públic. Amb: Àngel Sala, Mónica García Massagué. Modera: Borja Crespo |
| Dissabte 4 de maig  | 18:00-19:00 h. | Herois i Valents: 45 anys de Mad Max. Amb: Jordi Sánchez Navarro, Núria Moreso, David Galán Galindo. Modera: Cels Piñol |
| Dissabte 4 de maig  | 19:00-20:00 h. | Q&A Borja González, Premi Nacional de Còmic |
| Diumenge 5 de maig  | 11:00-12:00 h. | 'Bruixes'. Amb Olga de Castro, Cristina Durán, Sandra Uve, Sara Soler i Diego Salgado. Modera: Elisa McCausland |
| Diumenge 5 de maig  | 12:00-13:00 h. | Mafalda: Avui vull viure sense adonar-me'n. Amb: Jordi Canyissà, Luna Miguel, Lola Martínez de Albornoz. Modera: Ale Samaniego |
| Diumenge 5 de maig  | 13:00-14:00 h. | Lovecraft en la literatura i el còmic actual. Amb: Iván Ledesma i Inés Galiano |
| Diumenge 5 de maig  | 15:00-16:00 h. | Com llegir Brandon Sanderson. Amb Tamara Elea Tonetti i Ángel Lorenzo (Cosmere.es). Modera: Karen Madrid |
| Diumenge 5 de maig  | 16:00-17:00 h. | El nostre Ibáñez. Amb: JL. Martín, Raquel Gu i Antoni Guiral. Modera: Jordi Canyissà |
| Diumenge 5 de maig  | 17:00-18:00 h. | Els còmics i les pantalles de la Terra Mitjana: adaptacions d'El Senyor del Anells i l'obra de Tolkien. Amb: Societat Tolkien Espanyola, Smial Lorien: Carles Savall Manzano, Lara Alvarez Guerra, Pablo Costa Nebreda, Rubén Martínez Carrasco, Silvia Fibla Reverté. Modera: Karen Madrid |

### Sala Còmic 6
| Data                | Hora           | Acte |
| ------------------- | -------------- | --- |
| Divendres 3 de maig | 16:00-17:00 h. | Presentació col·lectiva de fanzines |
| Divendres 3 de maig | 17:00-18:00 h. | Pepe Larraz, del còmic espanyol a Marvel. Modera: Cels Piñol |
| Divendres 3 de maig | 18:00-19:00 h. | Master Class: Tomás Hijo |
| Dissabte 4 de maig  | 11:00-12:00 h. | Masterclass Escola Joso: Diseny de personatges i art conceptual per a videojocs. Amb Cristina Laviña Ferez                                                                      |
| Dissabte 4 de maig  | 12:00-13:00 h. | Q&A Sana Takeda & Marjorie Liu |
| Dissabte 4 de maig  | 13:00-14:00 h. | Q&A Xavier Mariscal |
| Dissabte 4 de maig  | 14:00-15:00 h. | Q&A Max Sarin |
| Dissabte 4 de maig  | 15:00-16:00 h. | Q&A Posy Simmonds |
| Dissabte 4 de maig  | 16:00-17:00 h. | Q&A Juan Díaz Canales & Juanjo Guarnido |
| Dissabte 4 de maig  | 17:00-18:00 h. | Q&A Emma Ríos |
| Dissabte 4 de maig  | 18:00-19:00 h. | Q&A Tanino Liberatore |
| Dissabte 4 de maig  | 19:00-20:00 h. | Campamento Krypton presenta: Tres europeos en la corte de DC Comics. Amb: Javier Rodríguez, Jorge Fornés i Cian Tormey. Modera: Barsen                                          |
| Diumenge 5 de maig  | 11:00-12:00 h. | Master Class: Tomás Hijo |
| Diumenge 5 de maig  | 12:00-13:00 h. | Q&A Beto Hernández |
| Diumenge 5 de maig  | 13:00-14:00 h. | Així es va gestar Chica y Lobo, del còmic a l'animació, amb Roc Espinet. Modera: Borja Crespo                                                                                   |
| Diumenge 5 de maig  | 14:00-15:00 h. | De l'story-board a la novel·la gràfica amb César Verdúguez |
| Diumenge 5 de maig  | 15:00-16:00 h. | Master Class: Emma Ríos |
| Diumenge 5 de maig  | 16:00-17:00 h. | Estudis en Comicologia: Els llibres de teoria i divulgació del còmic en els temps del podcast. Amb: Alejandro Martínez Viturtia, David Aliaga, Emili Samper. Modera: Cels Piñol |
| Diumenge 5 de maig  | 17:00-18:00 h. | Homenatge a Akira Toriyama. Amb: Samfaina Visual. Presenta: Oriol Estrada Rangil                                                                                                |

## Pressupost
El festival va comptar amb un pressupost d'entorn 920.000 euros, lleugerament superior al pressupost de 2023 (uns 70.000 euros més). Pel que fa a l'aportació pública, continuà entre el 3 i el 5% del pressupost de Comic Barcelona.

## Galeria d'imatges

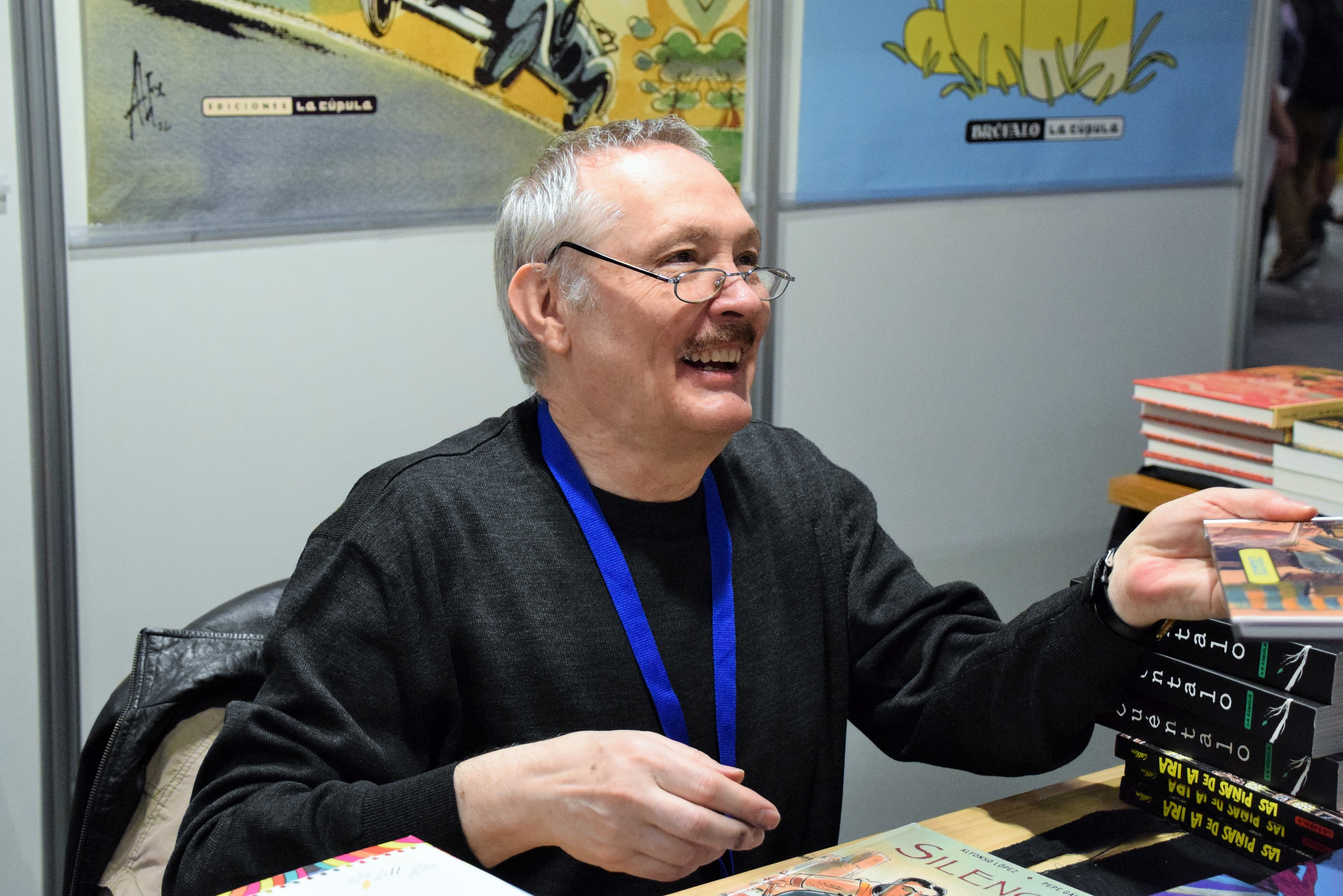
Alfons López signant còmics.
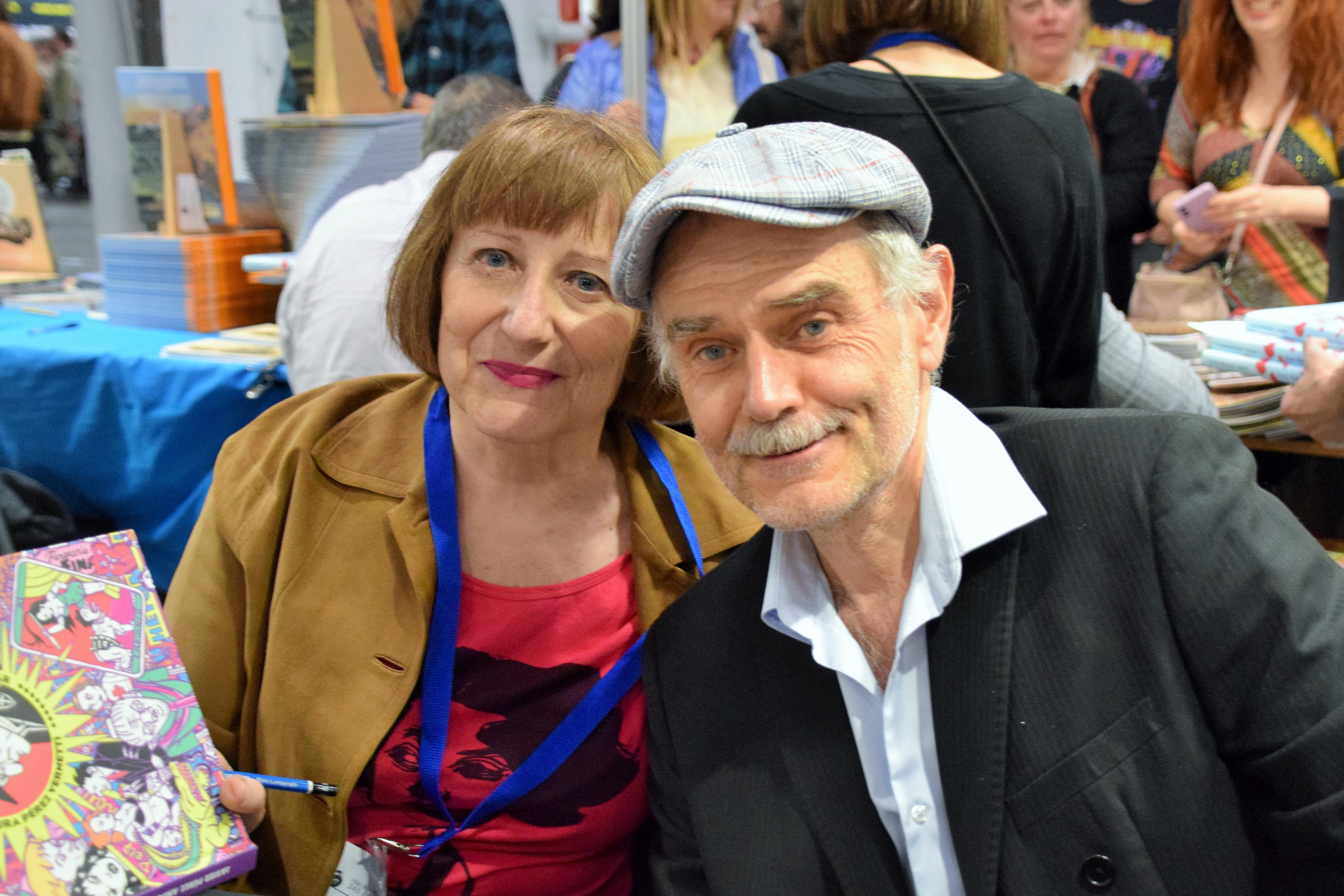
Laura P. Vernetti i J. P. Andújar, firmant El designio.
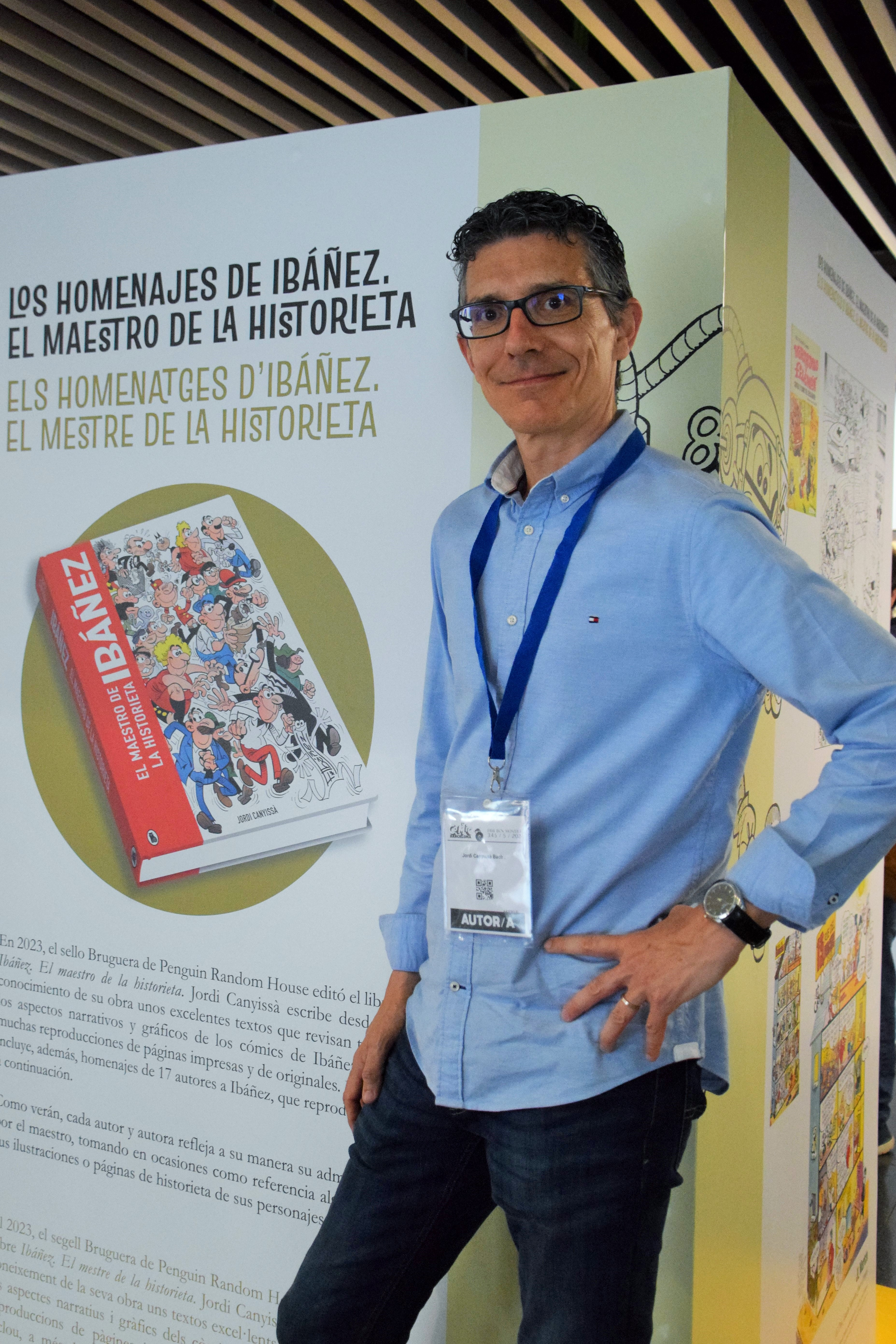
Jordi Canyissà a l'exposició sobre Ibáñez.
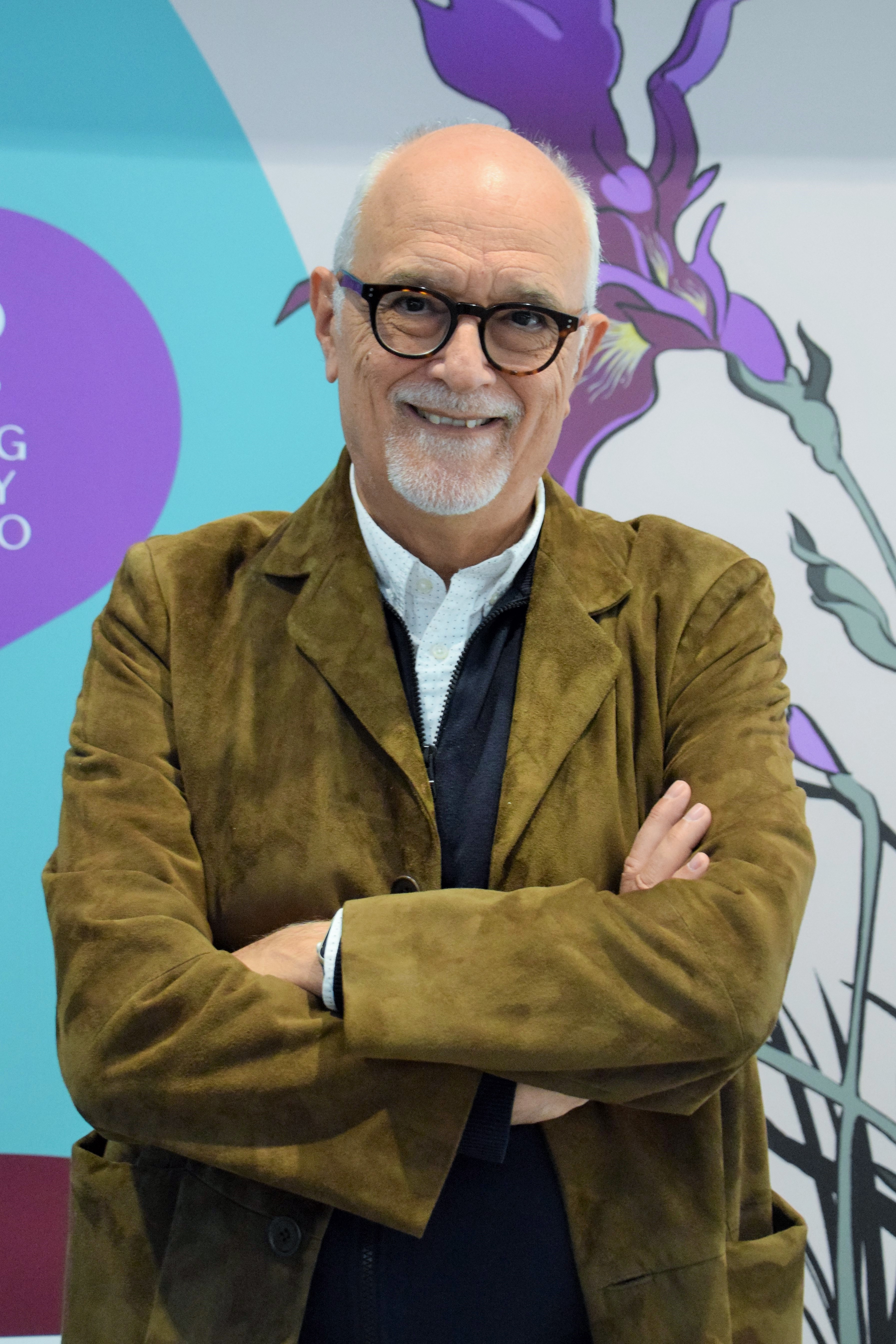
L'autor de ¡Dios mío! J. L. Martín.
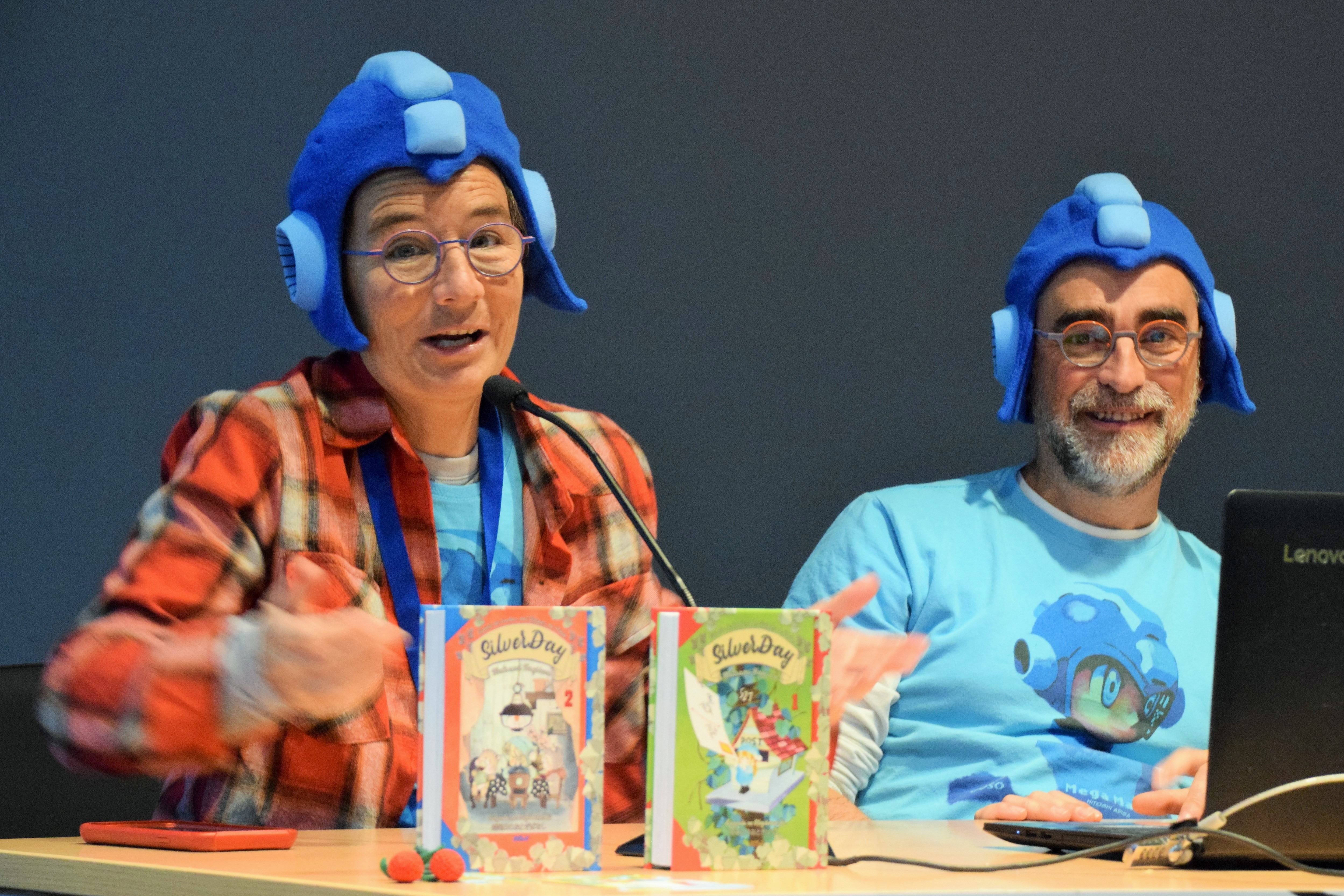
Presentació editorial d'Ooso Comics.
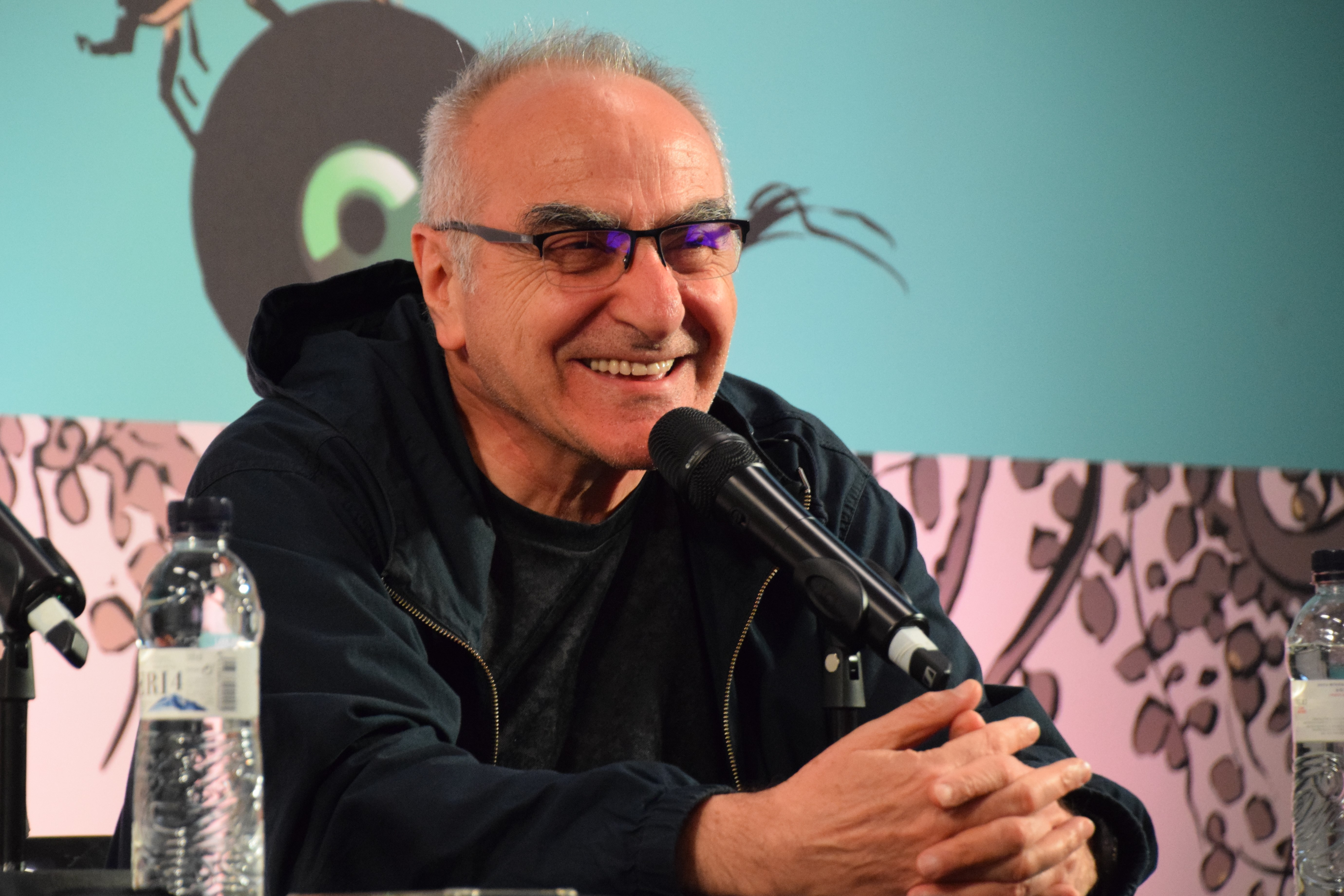
L'italià Tanino Liberatore.
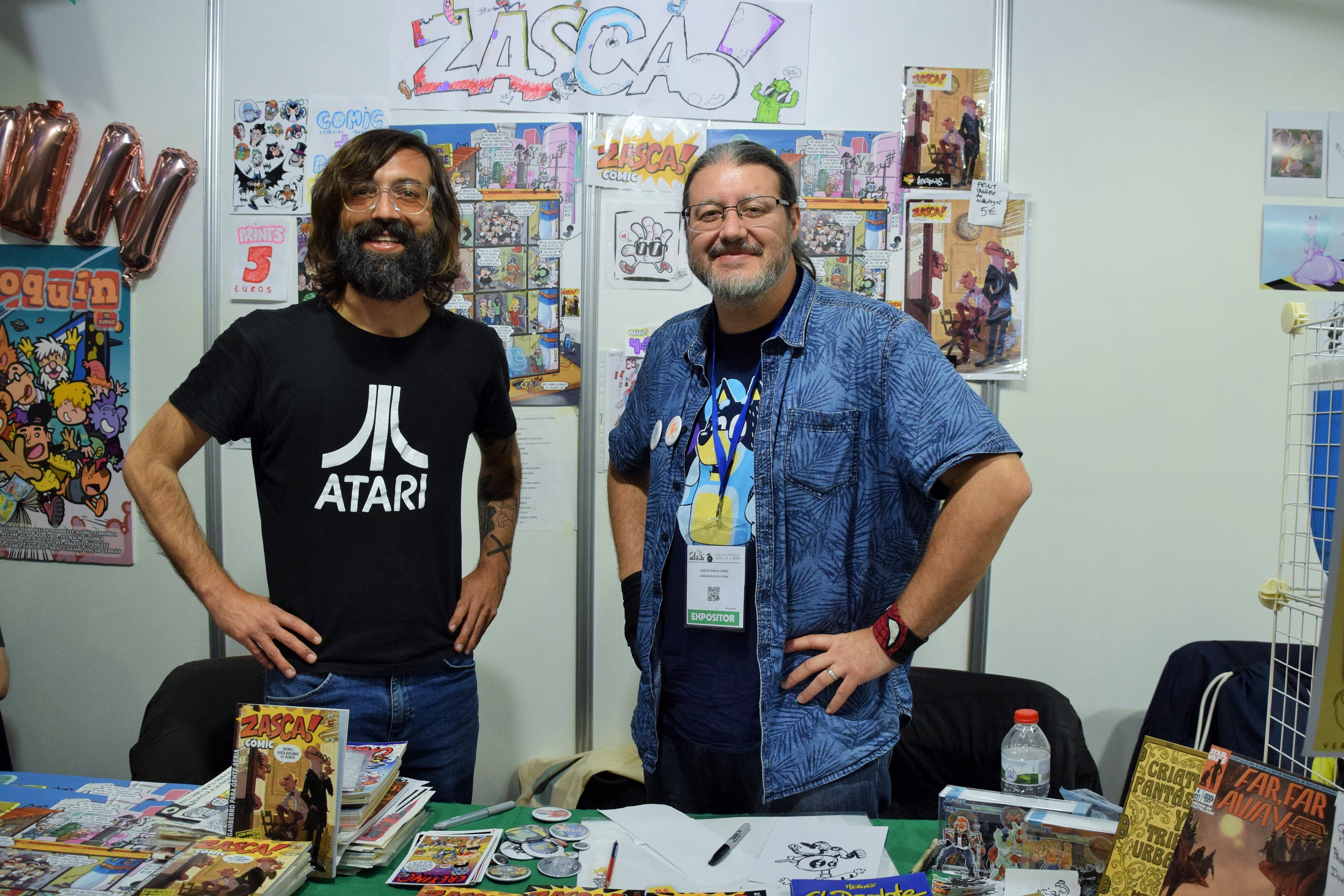
Autors del fanzine Zasca!.
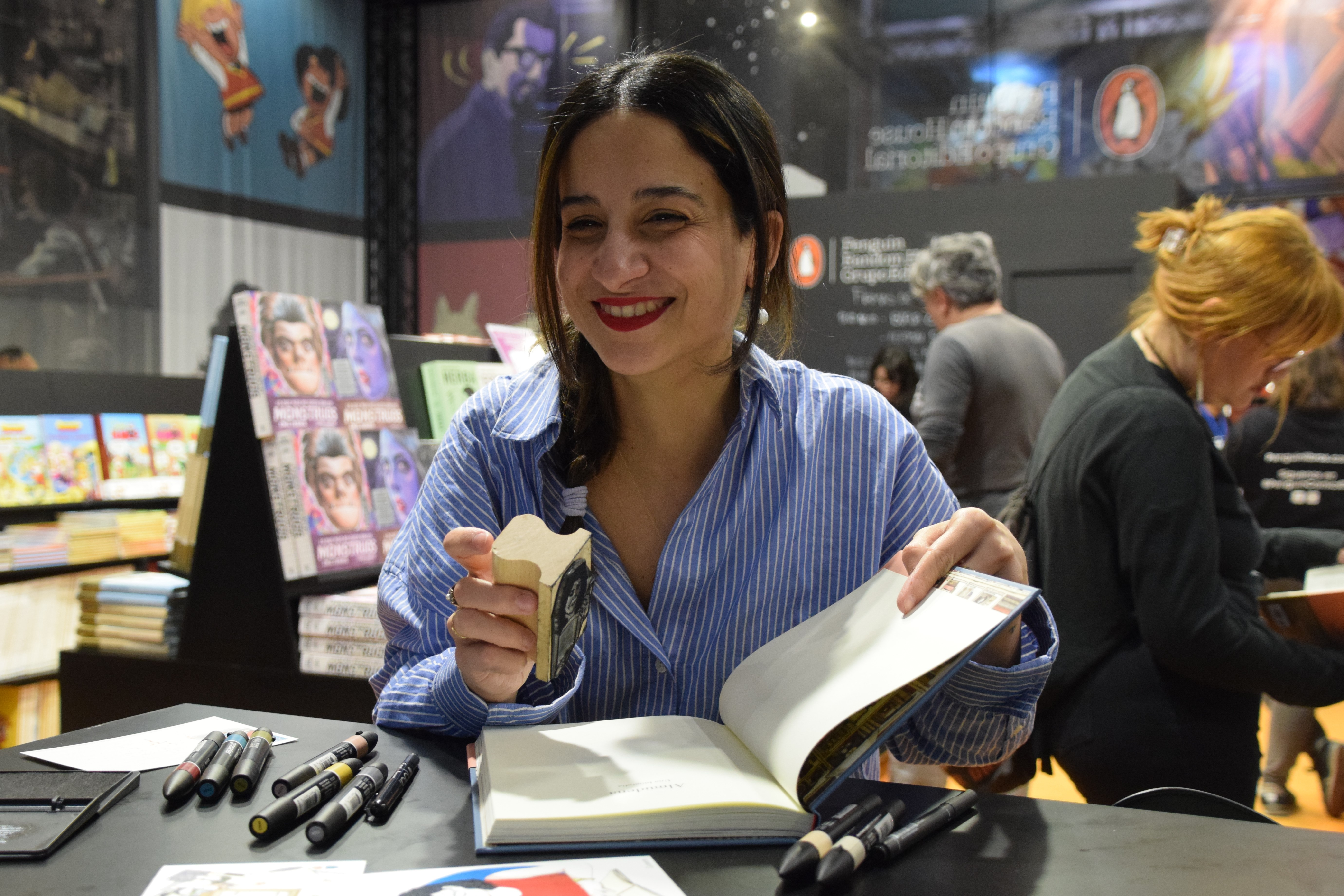
L'autora Ana Jarén.
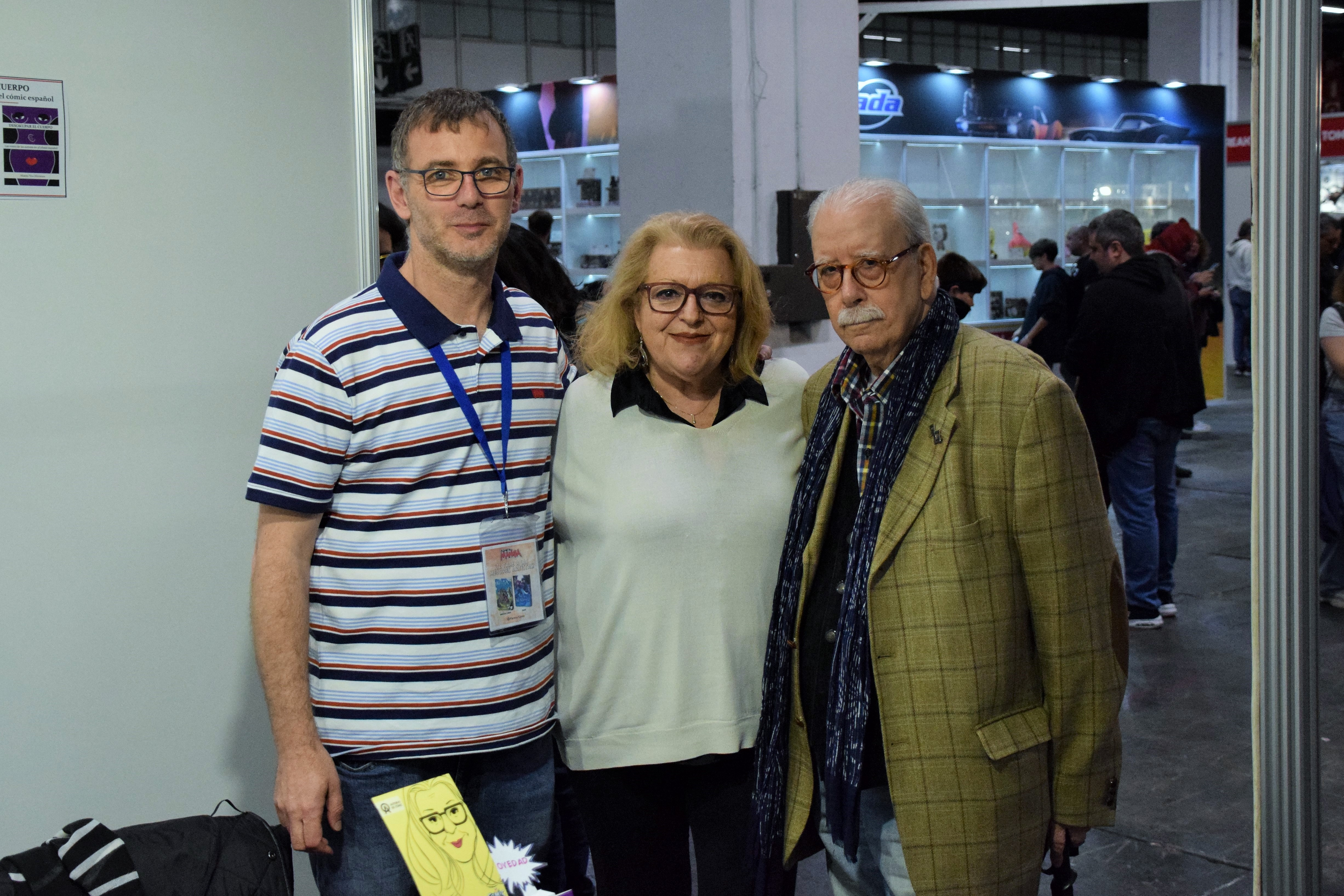
Marika amb Antonio Martín.
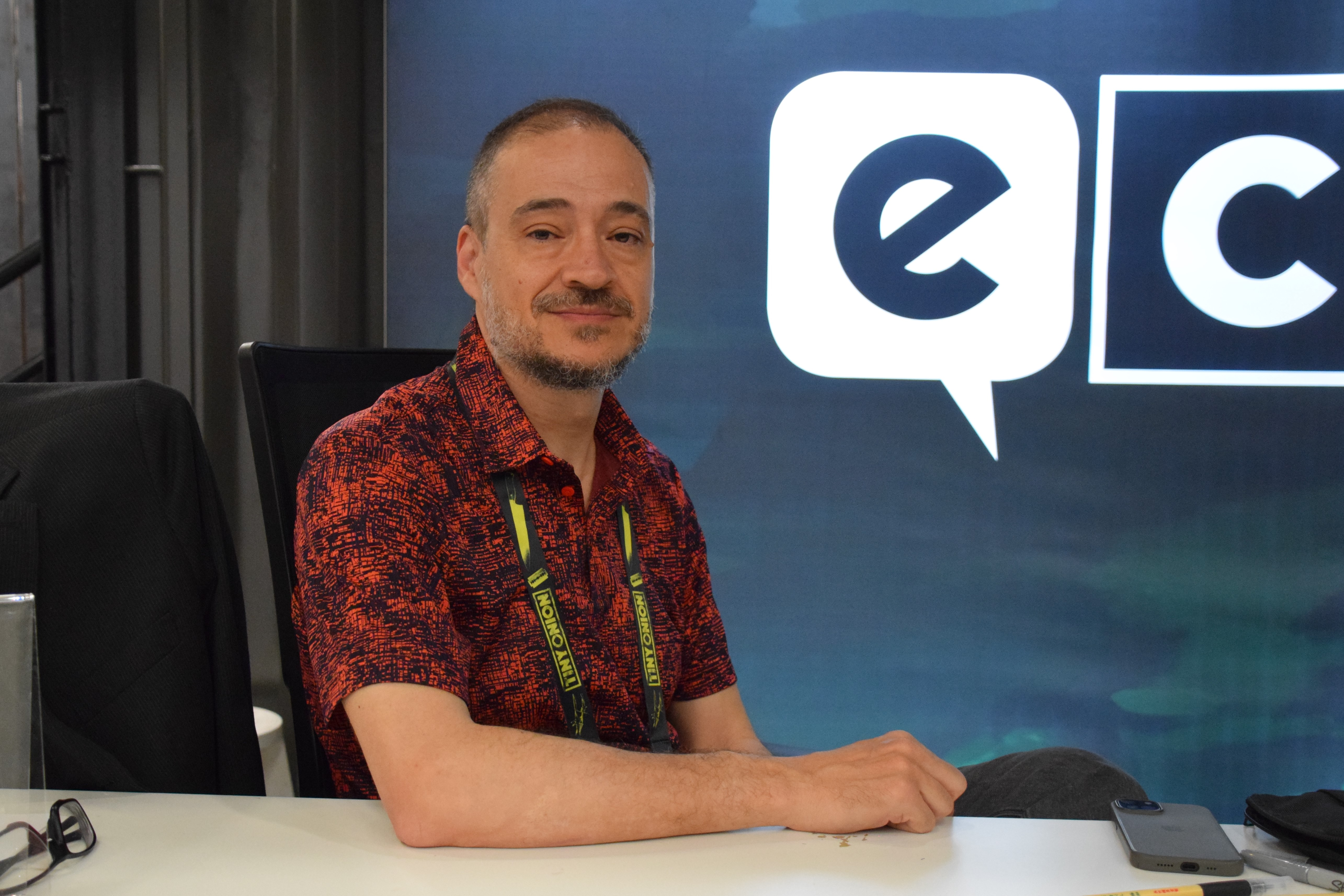
L'autor de còmics Fernando Blanco.
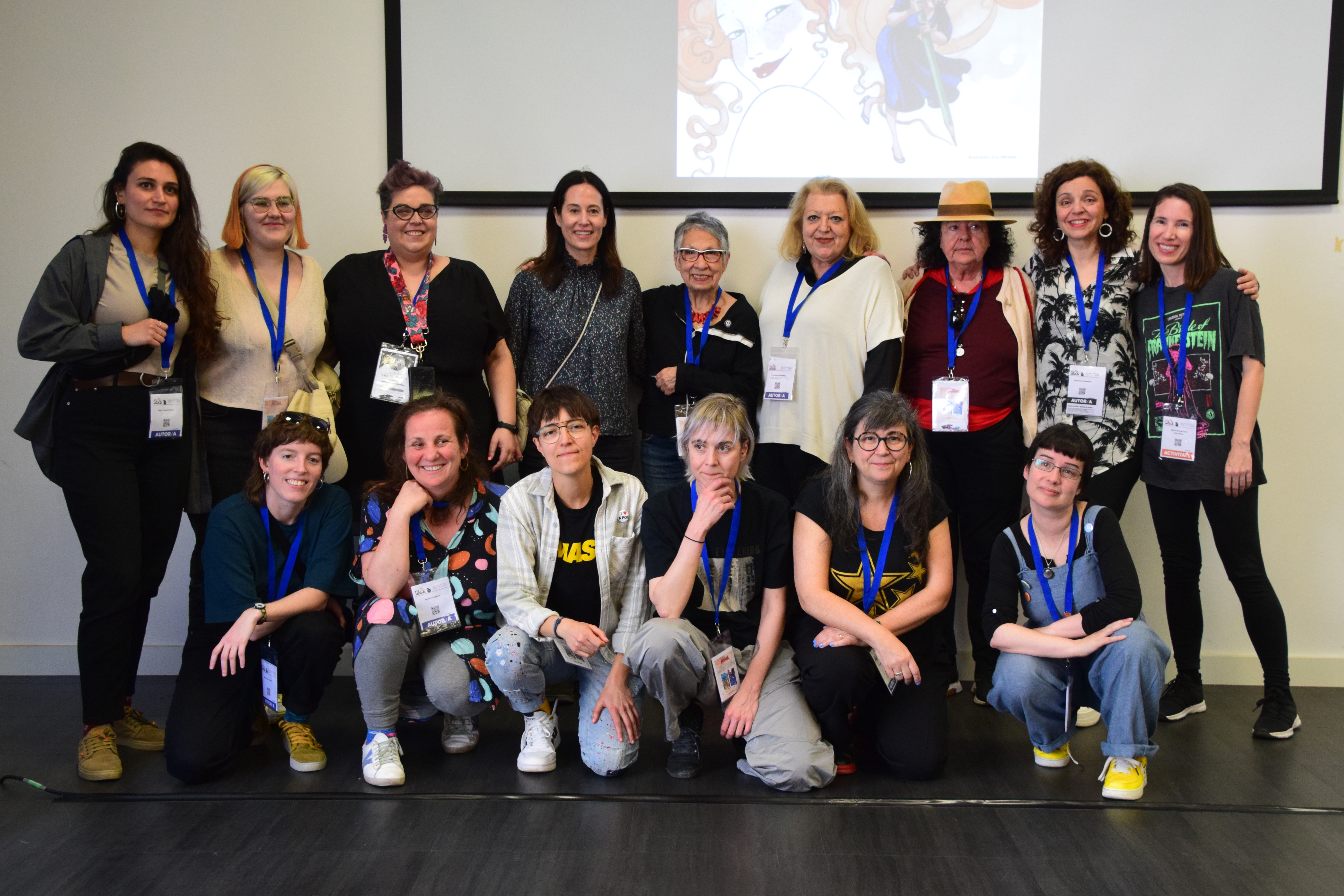
Foto del Col·lectiu d'Autores.
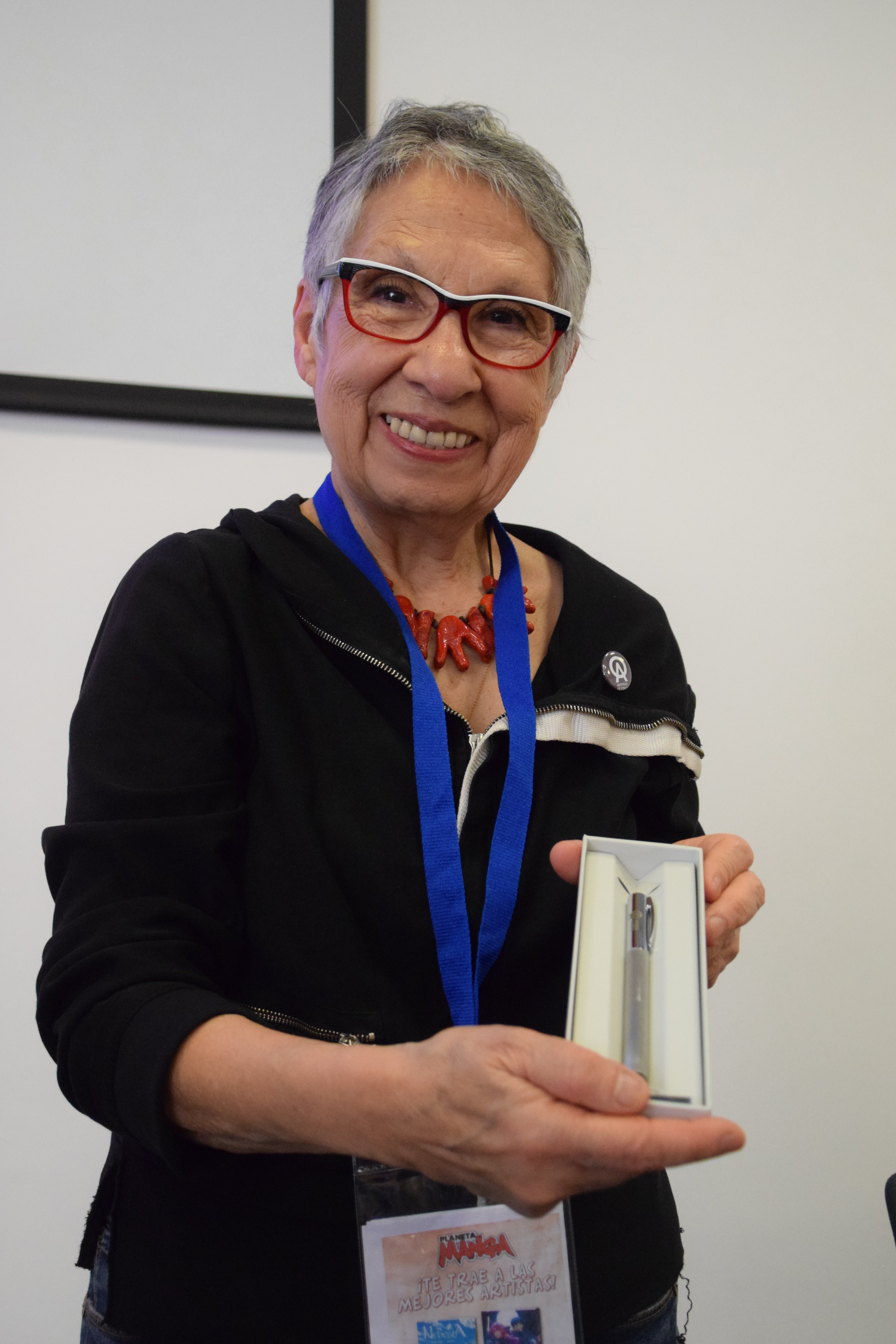
Mariel Soria amb un premi honorífic.
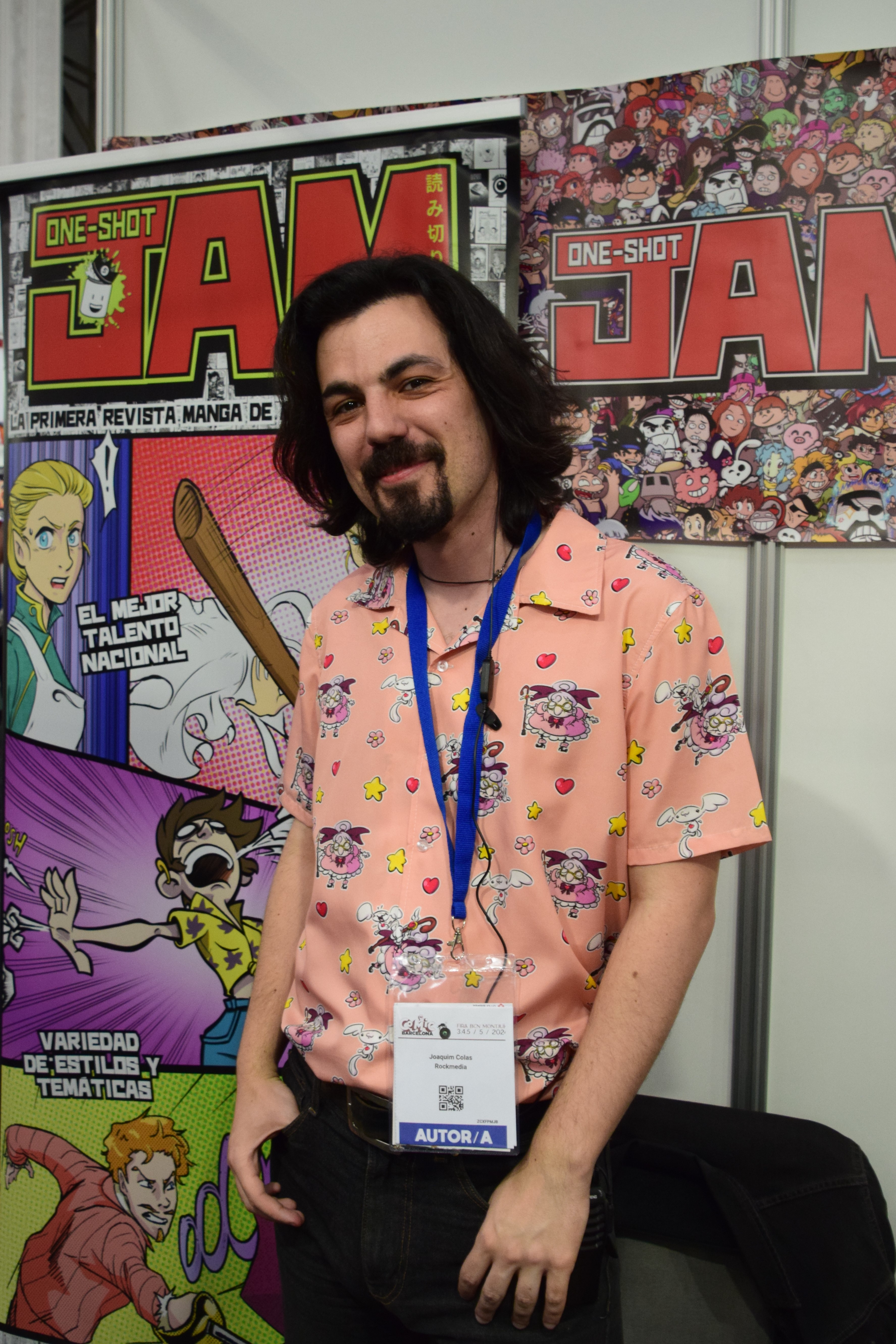
Joaquim Colàs, del fanzine JAM.
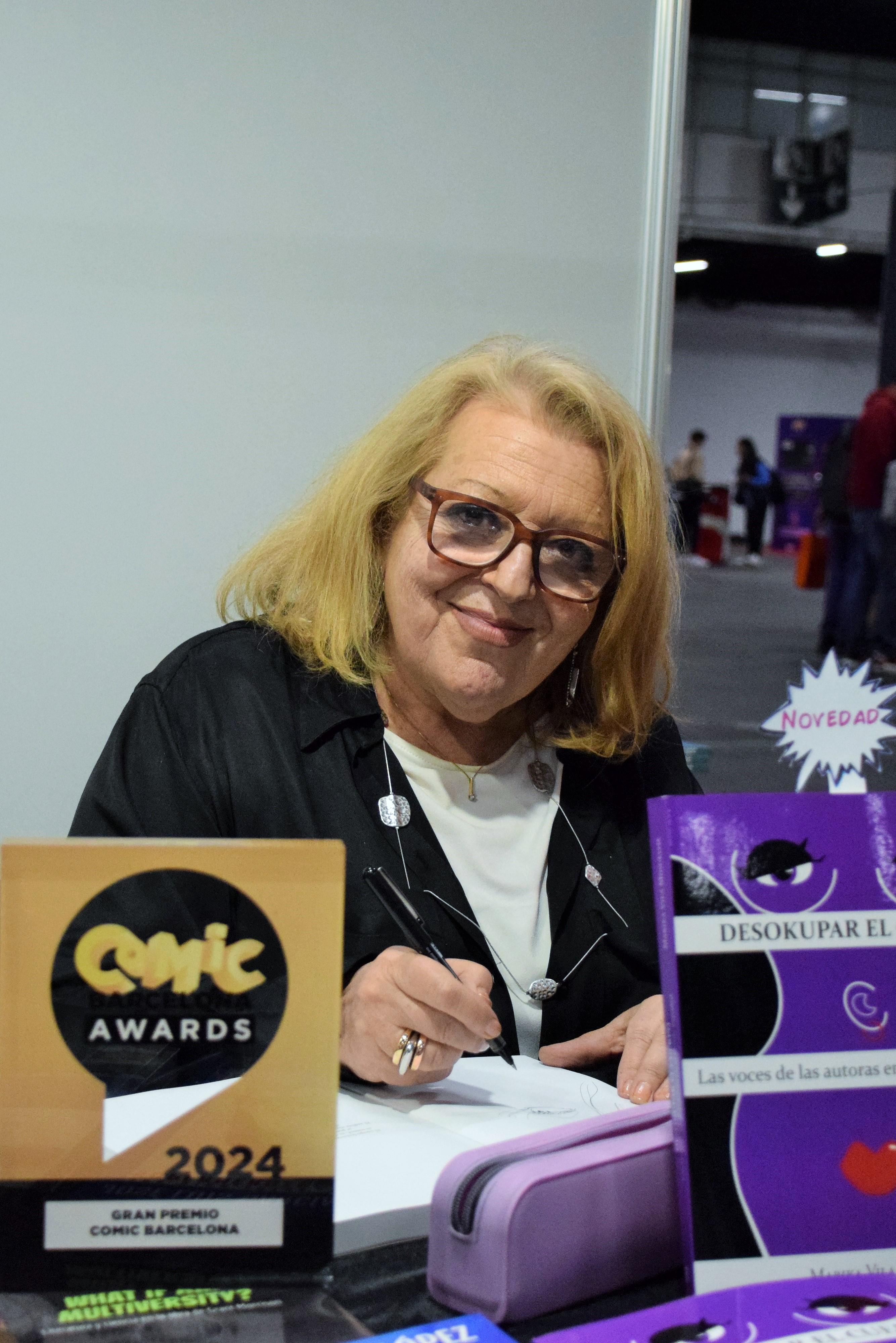
Marika, firmant.
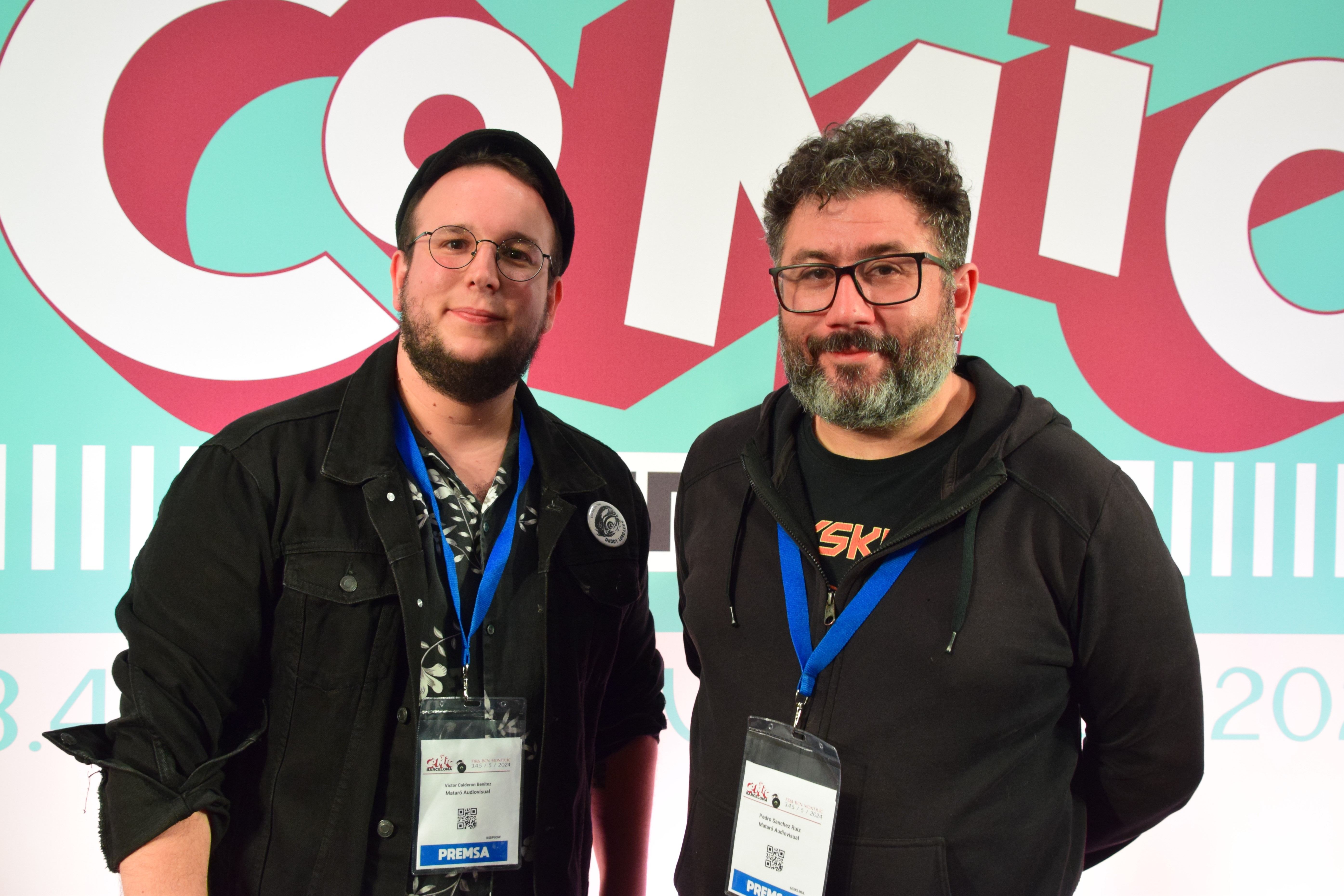
Pòdcast "Els bufacanyes".
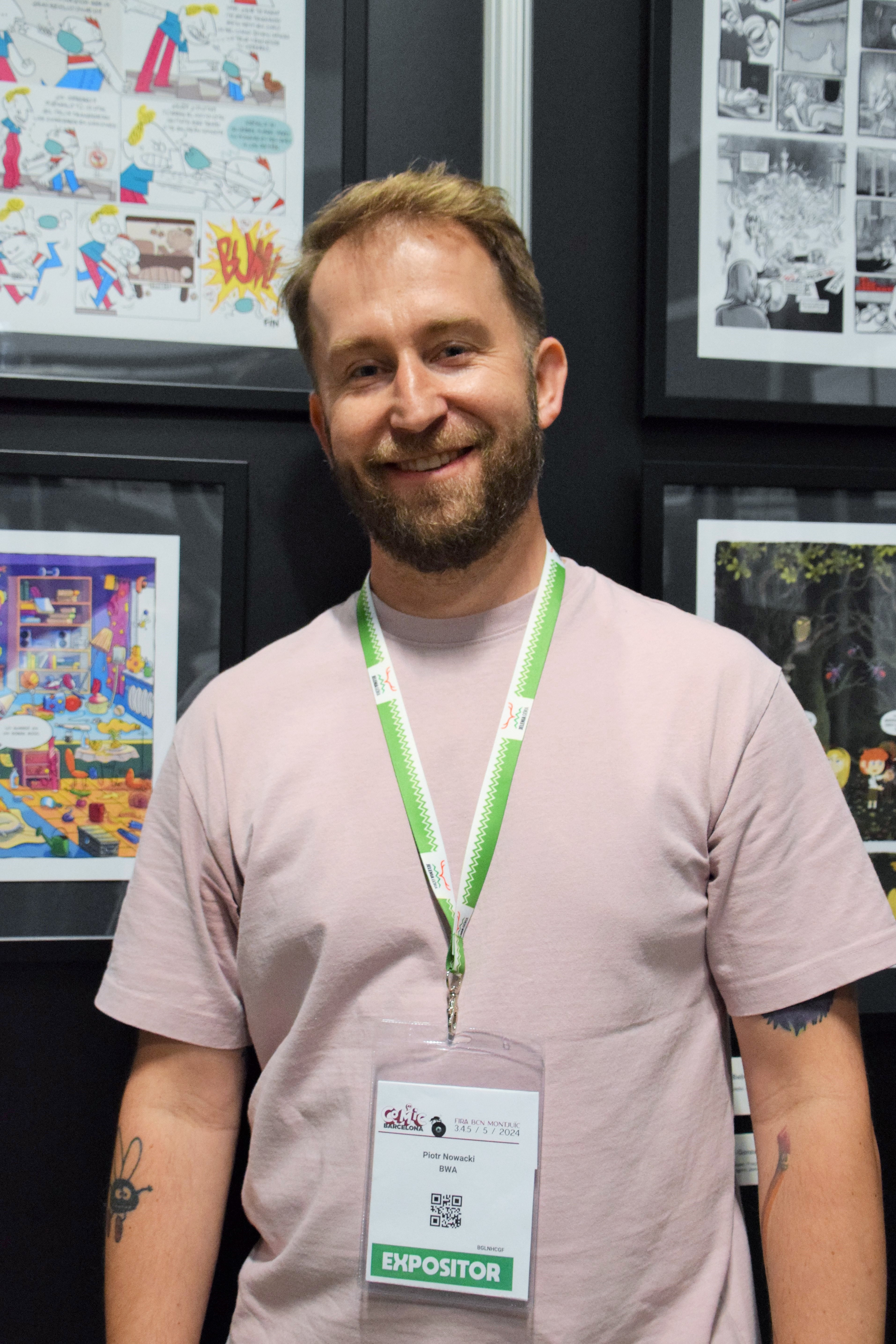
L'autor polonès Piotr Nowacki.
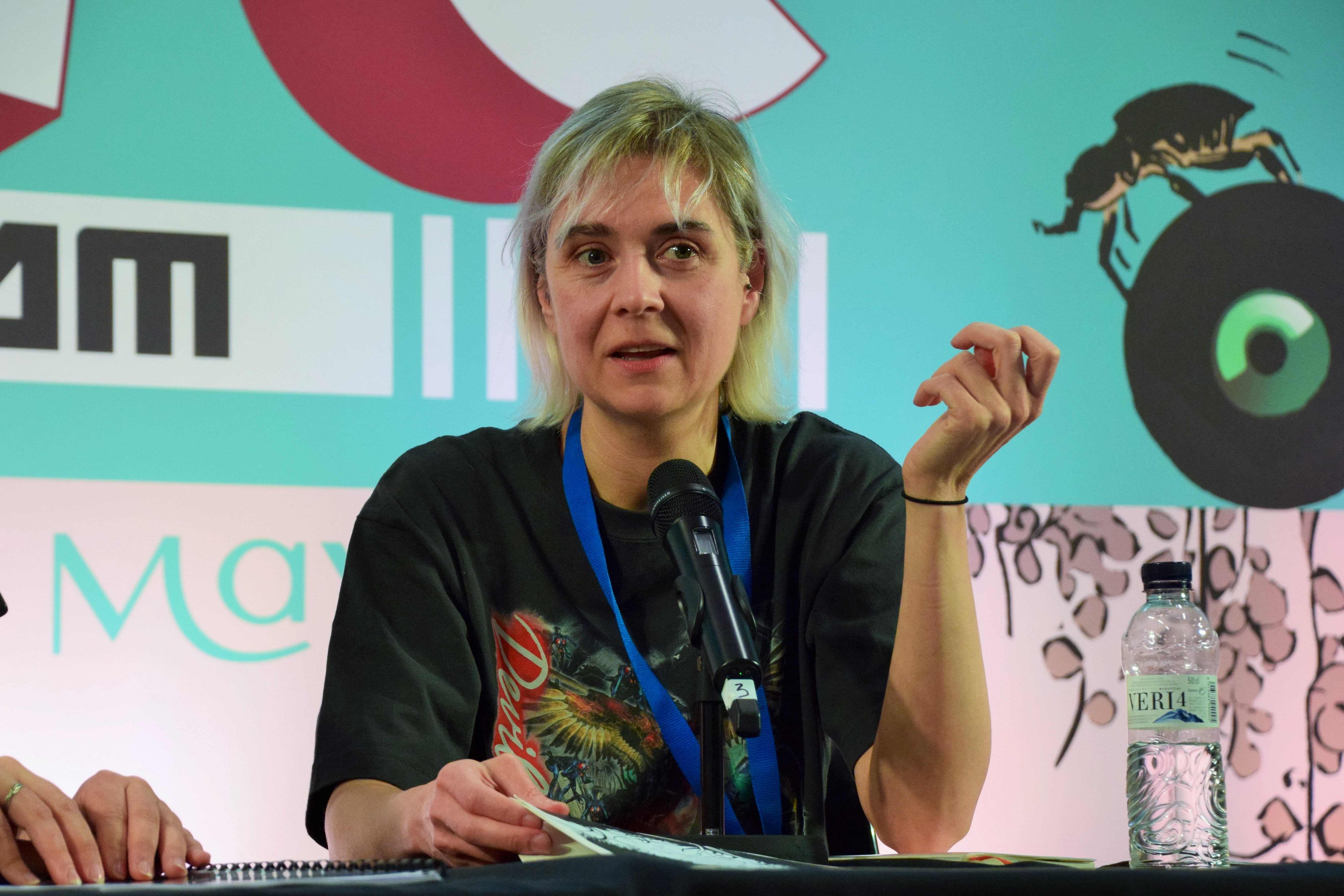
Emma Ríos, autora del cartell.
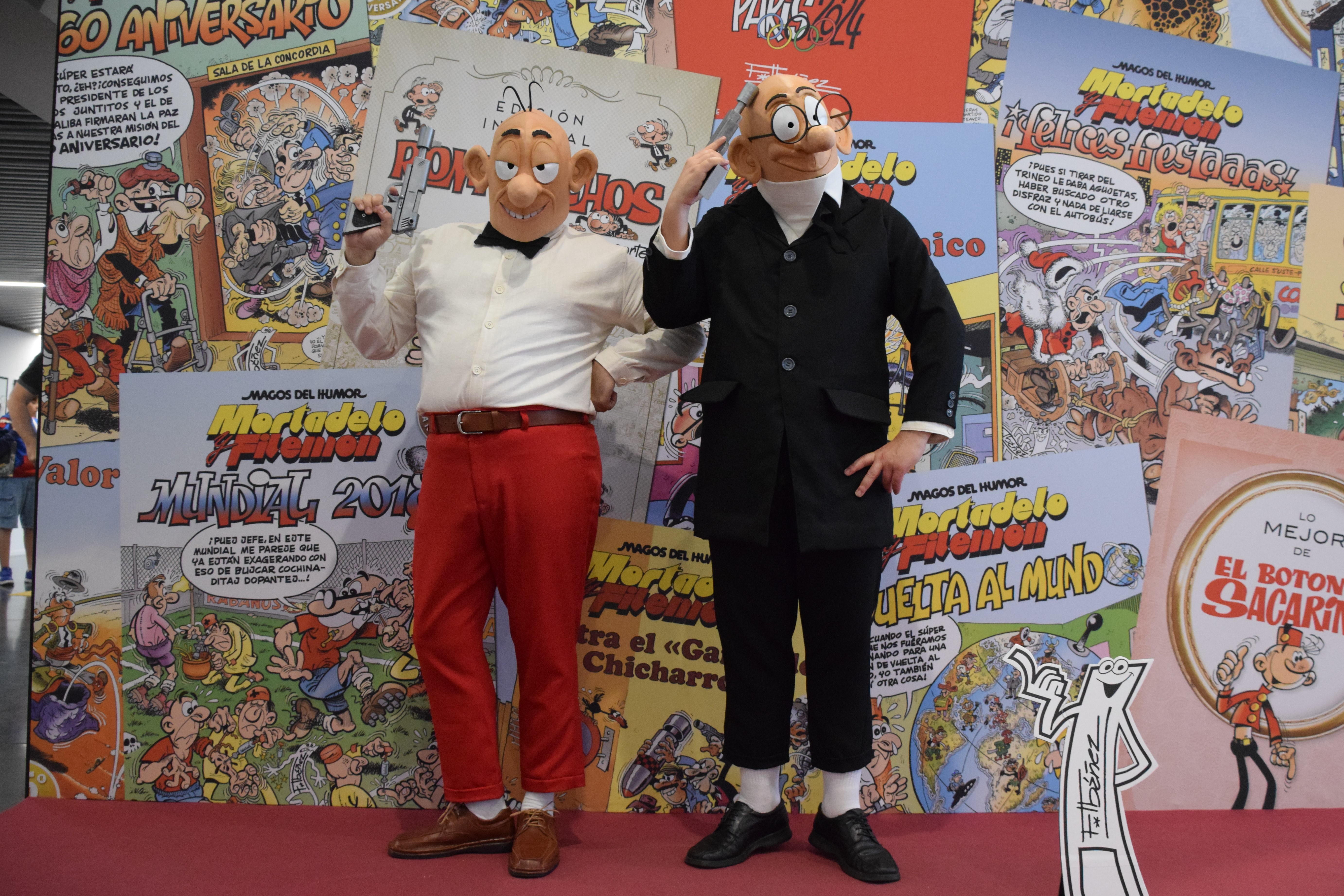
Cosplayers de "Mortadel·lo i Filemó".
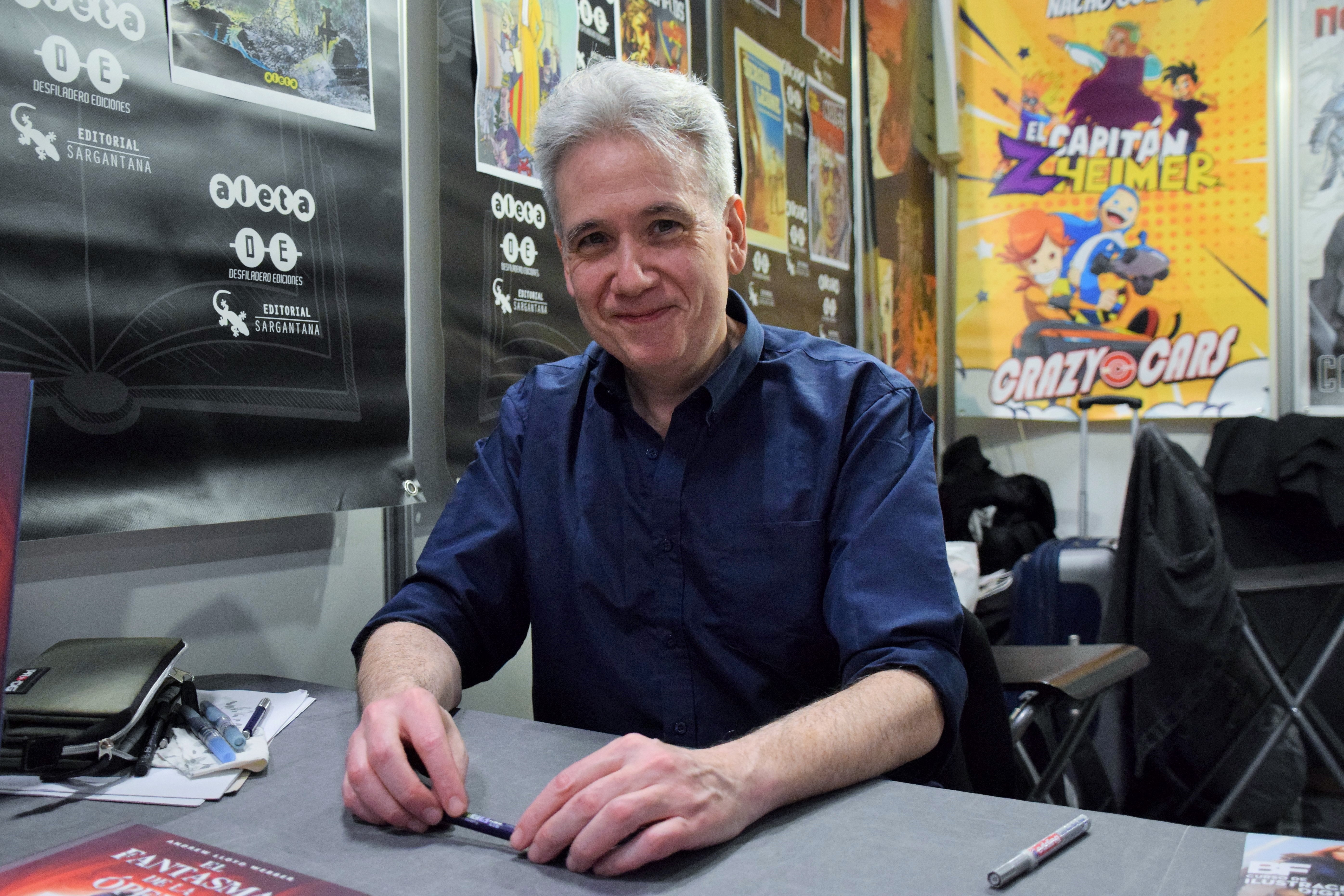
L'autor català Josep Maria Beroy.
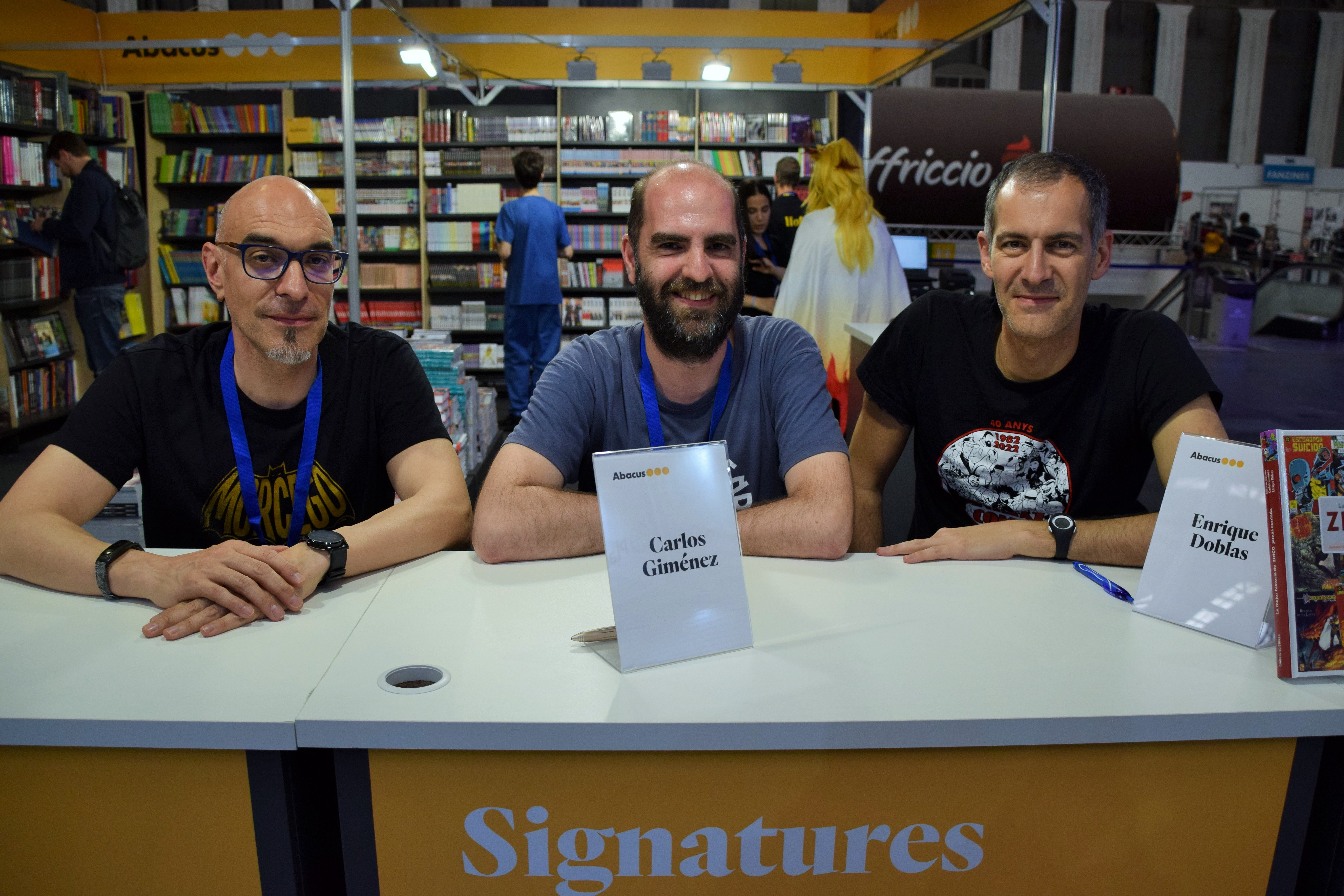
Presentació del llibre sobre Zinco.